# 熊本市
熊本市（くまもとし）は、熊本県の県庁所在地かつ人口が最多の市。政令指定都市の一つで西区、北区、中央区、東区、南区の5つの行政区が設置されている。

## 概要
熊本県におけるプライメイトシティであり、県の総面積の5.3%にあたる約390km2の市域に、県内人口の約43.7%にあたる約74万人の市民が住んでおり、政令指定都市において県に占める人口の割合は京都市、仙台市、広島市に次いで4番目に高い。九州では、福岡市、北九州市に次いで3番目に人口が多い。2012年4月1日に九州で3番目の政令指定都市に移行した。2025年現在、政令指定都市に移行した都市としては最も新しい市となっている。なお、熊本市は日本最南端の政令指定都市でもある。
肥後国府や肥後国分寺が置かれた地である。中心市街地は細川氏の熊本藩54万石の城下町を基礎に発展してきた。戦前は熊本鎮台や日本陸軍第6師団、国の出先機関等が置かれ、九州を代表する軍都・行政都市として栄えた。2011年3月12日、九州新幹線（博多駅 - 鹿児島中央駅）が全線開通し、熊本駅に新幹線駅が併設されたことで福岡市や関西方面からのアクセスが向上した。21世紀に入ってからは、熊本駅周辺や中心市街地で大規模な再開発事業が相次いで進行している。
中心市街地は、熊本城の天守閣から見て南東から東の旧城下町にあたる。繁華街の下通商店街は国内でも有数の規模を誇る全蓋式アーケード商店街である。2019年にはバスターミナル機能を備えた複合商業施設「SAKURA MACHI Kumamoto（サクラマチ クマモト）が開業した。ただし、熊本城などからの眺望を確保するための環境基準により下通・上通などの中心市街地を含む熊本城周辺地域（中央区）約550haには厳しい高さ制限がある。
そのため中心部には高層ビルが存在しないが、当該地域の外にある熊本駅周辺の新都心地区（西区）には、くまもと森都心などの高層タワーマンションが立地する。2021年には熊本駅の大規模な駅ビル型商業施設（ファッションビル）である「アミュプラザくまもと」が開業した。また、中心部を囲むように立地する熊本駅・上熊本駅・新水前寺駅のJR九州3駅が交通結節とされており、中心部との間が路面電車の熊本市電やバスによって連絡している。
熊本市は中心部の外れに位置しているJRの熊本駅に対して、都市間移動においては中心市街地に直接乗り入れる高速バスの利便性が高い。市内中心部に位置している熊本桜町バスターミナル（SAKURA MACHI Kumamoto）は、九州や本州各都市を結ぶ多数の高速バスや路線バスが発着するバスターミナルであり、高速バス・路線バスを含めた利用者数、発着数は日本最多を誇る。

### 九州における行政の中心地
従来より九州域内における行政上の中心都市として整備されてきた名残で、2021年現在も熊本市には九州全域、もしくは南九州を統括する国の出先機関がいくつか存在する。
さらに民間でも中九州あるいは南九州エリアの中枢機能を置いている営業拠点がある。
- 九州財務局（管轄エリア：熊本県、大分県、宮崎県、鹿児島県）
- 熊本国税局（管轄エリア：熊本県、大分県、宮崎県、鹿児島県）
- 九州総合通信局（管轄エリア：九州全域）
- 九州農政局（管轄エリア：九州全域）
- 九州森林管理局（管轄エリア：九州全域、沖縄県）
- 九州地方環境事務所（管轄エリア：九州全域、沖縄県）
- 陸上自衛隊西部方面総監部（管轄エリア：九州全域、沖縄県）
  - 陸上自衛隊第8師団（管轄エリア：熊本県、宮崎県、鹿児島県）

財務局、国税局、農政局などの各種出先機関のほか、戦前、郵政・放送・通信を所管した逓信省の出先機関・熊本逓信局が九州一円を管轄していたため、この系統の機関が長らく熊本市に置かれている。
国の合同庁舎は以前は熊本城内にあったが、九州新幹線全線開業に合わせ熊本駅南側に合同庁舎が建設され、2014年までに全て移転した。

### 支店経済
郵政省の出先機関・九州郵政局の後身である日本郵政公社九州支社に関しては、郵政公社民営化後も九州の銀行、窓口、郵便、簡保など郵政4事業の全ての業務は熊本で統括することになり、ゆうちょ銀行の九州統括店は熊本城東郵便局に、かんぽ生命の統括店、郵便事業会社と郵便局会社の九州支社は従来通り、熊本市中央区城東町の郵政公社九州支社ビルに残置された。また、全国の郵政職員の人事や経理を集中管理する300人体制の管理センターも熊本市に設置され、明治以来の「郵政城下町」としての機能は民営化後も継続することになった。
かつての電電公社の九州統括拠点も熊本に置かれていた。民営化後も引き続きNTT九州支社が置かれたが、改正NTT法に基づくNTTグループの再編・NTT西日本の発足により九州支社そのものが廃止された。その後、中九州（熊本県・大分県）の地域統括会社・NTT西日本-中九州グループのエリア拠点として再出発したが、2008年7月1日にNTT西日本-九州に吸収合併されている。また日本電信電話公社熊本サッカー部がNTT九州サッカー部や、NTT西日本熊本フットボールクラブに改称した時期を経て後身のロアッソ熊本へ改編されるまで熊本で活動を続けた。
NHK熊本放送局は1928年に九州初のラジオ局として開局し、1992年6月5日の組織改正でNHK福岡放送局に移管するまでは熊本放送局が九州ブロックの拠点局の役割を持っていた。
その他、九州全域や中・南九州エリアの中枢拠点を熊本市に配置している民間企業や各種法人もある。
- 日本郵政九州支社（管轄エリア：九州全域）
- サントリービバレッジサービス九州営業本部（管轄エリア：九州全域）
- 南九州税理士会（所属エリア：熊本県、大分県、宮崎県、鹿児島県）
- 南九州信用金庫協会（所属エリア：熊本県、大分県、宮崎県、鹿児島県）
- NTTファイナンス南九州支店（管轄エリア：熊本県、宮崎県、鹿児島県）
- 信金中央金庫南九州支店（管轄エリア：熊本県、大分県、宮崎県、鹿児島県）
- 中九州クボタ（管轄エリア：熊本県、大分県）

など

### 森の都
当市の雅称「森の都」は、1930年制定の熊本市歌の歌詞に取り入れられている。また、高度経済成長期からの急激な都市化で緑地が減少したため、1972年10月2日、熊本市議会にて『「森の都」都市宣言に関する決議』が採択され、同市を「森の都」と称することが公式決定された。都市計画にも自然と共存した街づくりが盛り込まれており、「美しく活力ある森の都くまもと」をテーマに都市景観の形成を進めている。
一方で熊本市は、中心部を流れる白川・坪井川・井芹川の3本の川や水前寺成趣園、あるいは豊富な地下水、水前寺江津湖湧水群（平成の名水百選）などを称えて「水の都」とも呼ばれている。
その他、市民が「水と森の都」、市が「水と緑の都」と呼んでいる例が見られる。

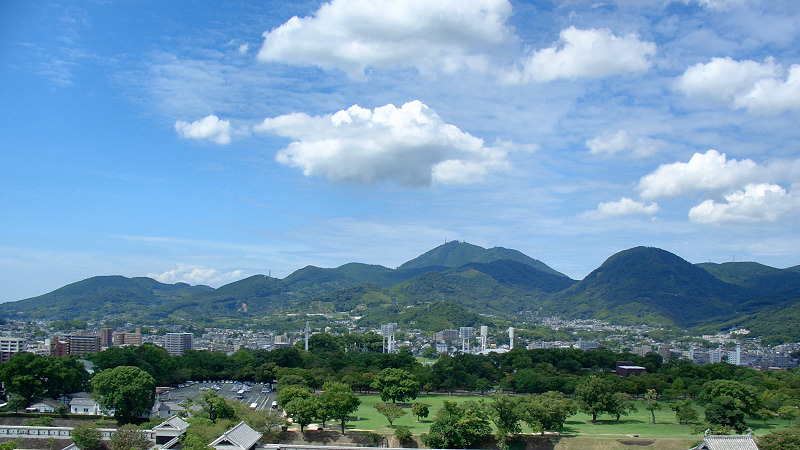
熊本城天守閣から見て西方の金峰山周辺の市街地
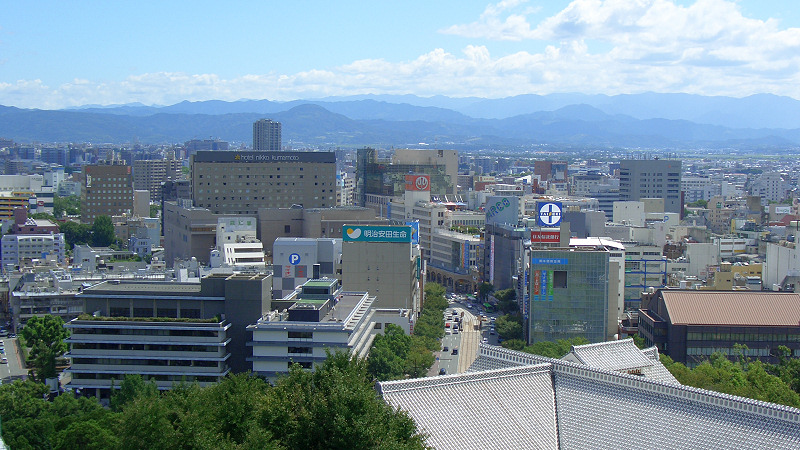
熊本城天守閣から見て南東方の中心部
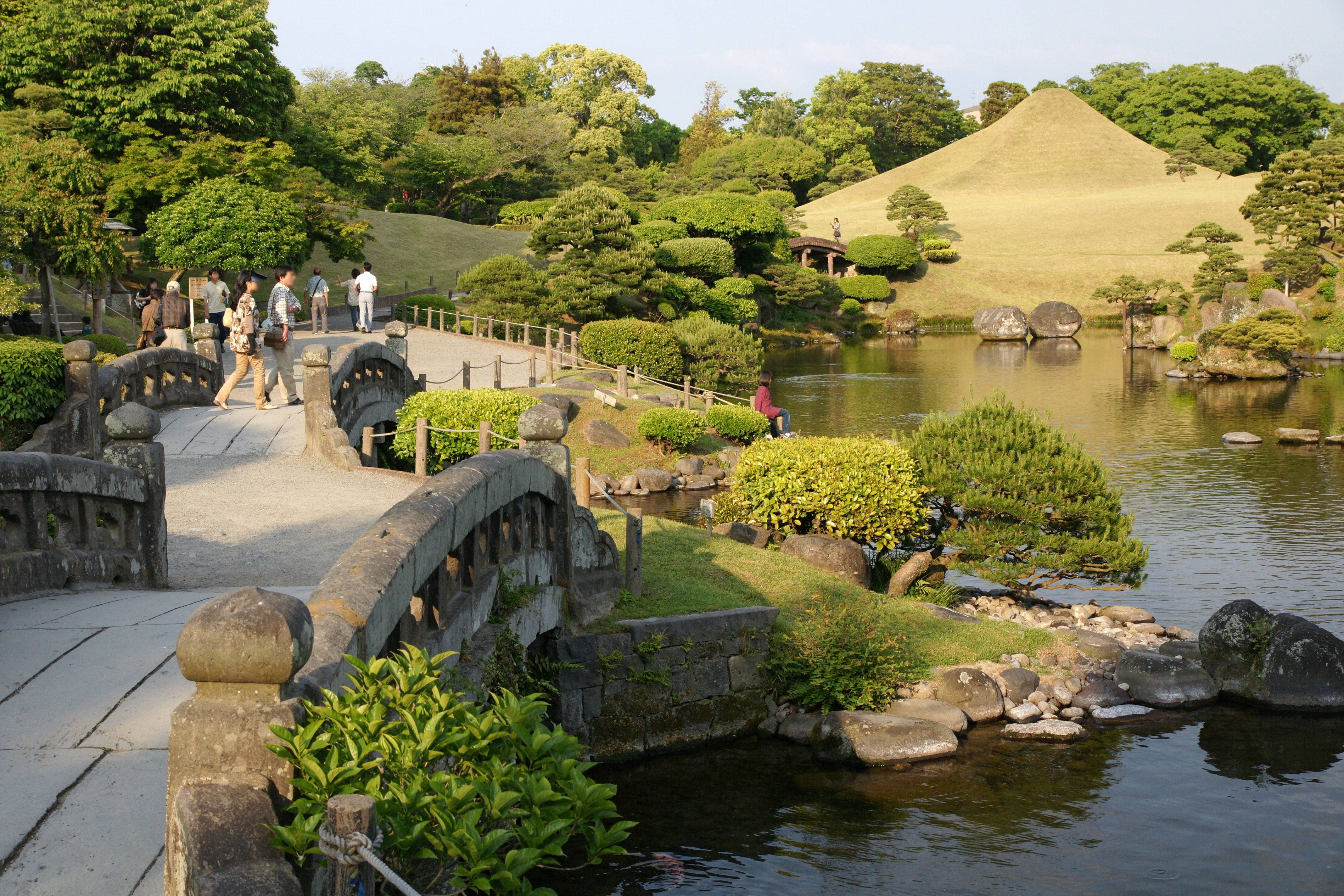
水前寺成趣園（水前寺公園）
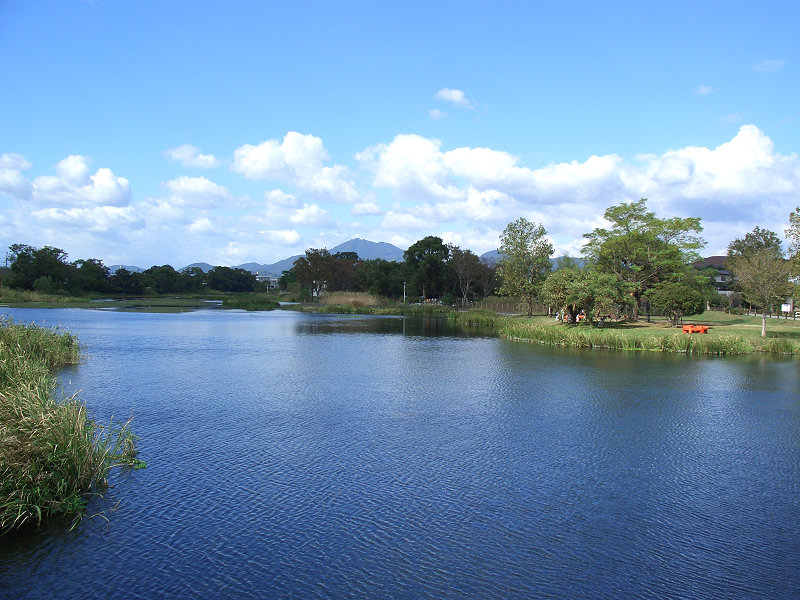
市南部の江津湖
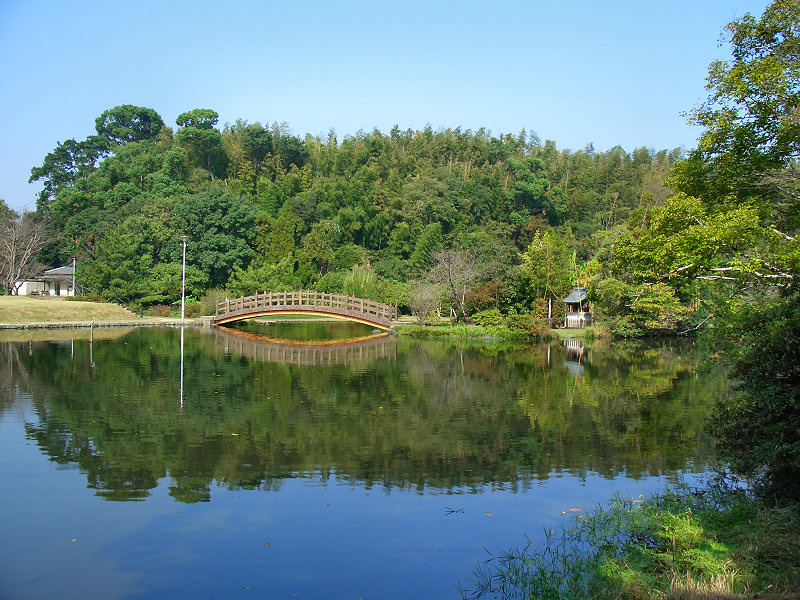
市北部の八景水谷水源
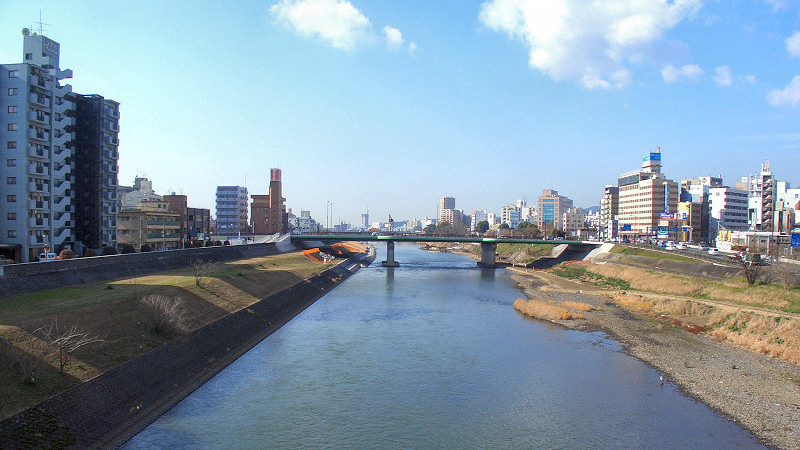
阿蘇山から市内を貫き有明海へ注ぐ白川

## 地理

熊本市中心部周辺の空中写真。
2016年4月16日撮影の80枚を合成作成。。

### 位置
福岡市から南へ約110km、鹿児島市から北へ約180km、熊本県の中央部よりやや北側に位置している。

### 地形
旧城下町を中心に市街地が発展してきた。熊本城の東側に下通・上通・サンロード新市街と呼ばれるアーケード街が1km以上にわたって連なり、その周辺に中心市街地は形成されている。中心繁華街である通町筋・辛島町界隈には市役所、日本郵政九州支社、日本最大規模のバスターミナルである熊本桜町バスターミナル（1日6,012本）、鶴屋百貨店などがある。なお、熊本駅（副都心）は中心街から南西に2km程離れて立地しており、その間は市電や路線バスでの移動となる。
面積は390.32 km²で政令指定都市の中では比較的狭く、山林は少ない。そのため熊本市内は居住に適した可住地の割合が約84%と非常に高く、人口密度は100万人都市である札幌市、京都市、仙台市、広島市を上回る。
市の東部は阿蘇外輪火山群の活動でできた丘陵地帯となっている。一部に立田山や託麻三山、白川沿いの河岸段丘など起伏のある地形もあるが、全体としては肥後台地（合志台地・託麻原（託麻台地））と呼ばれる阿蘇の火山灰土からなるなだらかで農地や住宅地に適した丘陵地となっているため、国道57号沿線の健軍地区 - 東町(東町・東本町団地)・桜木・帯山・長嶺・託麻地区 -武蔵ヶ丘地区を軸に住宅地や東町、長嶺、大江をはじめとする住宅団地が広がっており、さらに市域を超えて菊陽町（光の森）や合志市、益城町まで住宅地が拡大しつつある。熊本市の人口は中央部とともに東部・北東部に集中している（ベッドタウン）。これは、1953年の6.26水害の復興として、ゆるやかな丘陵地の北東部に住宅地が形成されていったためである。
市の南部は白川の三角州からなる低平野である。熊本平野の一角にあたり、平坦な風景が広がる。江津湖の南側から加勢川沿いの田迎・御幸・川尻周辺、さらに緑川を挟んで南側に位置する富合・城南にかけては低湿地であり、以前は大雨が降ると浸水する被害もでていたが、排水設備が整備された現在では宅地化も進んでいる（大規模なニュータウンとして、さんさん一丁目-二丁目など）。旧来からの広々とした田園風景も残っており、所々に小川やクリークなども見受けられる。富合南西部・城南南部は雁回山がそびえ、緩やかな丘陵地帯となっている。飽田・天明地区は主に干拓によって拓かれた田園地帯である。

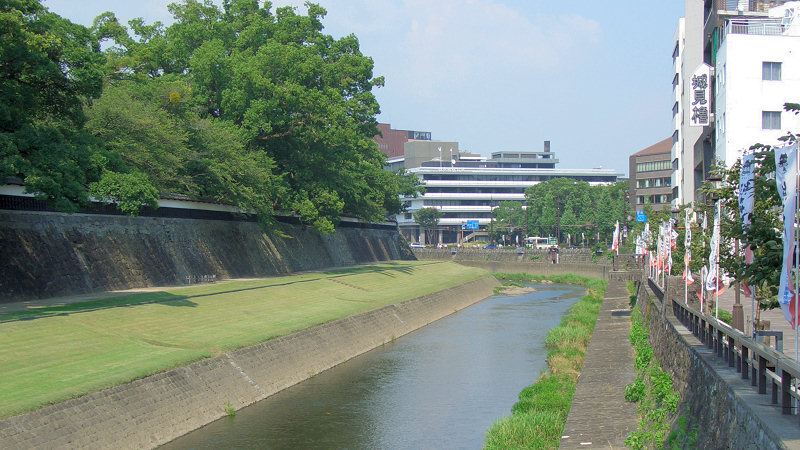
坪井川と熊本城長塀

市の西部は有明海（島原湾）に面し、白川や坪井川が注ぎ込む。海は遠浅で港湾とするには適しておらず、臨海部はほとんど工業化・都市化していない。わずかに沖合に人工島を造成し熊本港が建設され、対岸の長崎県島原市とのフェリー航路が設定されているが、周辺土地の分譲はほとんど進んでいない。市の北西側には金峰山（665m）・二の岳（685m）などがそびえ、その東麓は中心部から伸びる住宅地と森林が入り交じる。
北部・植木は主に金峰山北東の斜面地と、阿蘇から続く肥後台地の最西端からなり、独立して植木台地とも呼ばれる（この台地と玉名平野との境目が田原坂である）。名産として名高いスイカ生産や野菜生産をはじめとした畑作が中心で、ビニールハウスが一面に広がる。植木町の北部（田底・宮原）は合志川流域であり、菊鹿盆地と一体化した丘陵・田園地帯である。
東方にそびえる阿蘇外輪山一帯に降り注いだ雨は地下に浸透し、約20年かけて平野部に達する。この豊かな地下水によって熊本市の水道水はまかなわれ、水前寺成趣園や江津湖などにも湧出している。なお、世界の50万人以上の都市で、水道水源を100%地下水だけでまかなっているのは熊本市だけといわれており、「日本一の地下水都市」または「世界一の地下水都市」ともいわれる。しかし、近年は田畑の耕作放棄、森林の管理放棄などによる涵養地の減少や工場の取水などのため、地下水位は低下しつつある。現在、熊本市は菊陽町や大津町など白川流域の自治体と提携し、県やJA菊池、関係する土地改良区と共に協議会を発足させ、農家に水田から転換した畑などに一定期間水張りしてもらうなど地下水保全事業に取り組んでいる。
- 主要河川 ：白川、緑川

### 気候
温暖な太平洋側気候である。年平均気温は概ね17 ℃前後で、年間降水量は概ね約1,500mm - 2,400mmの間で推移している。有明海に面しているが、熊本平野は金峰山と阿蘇山との間で盆地を形成するため、京都市などの盆地型の気候にも似ており夏冬の寒暖の差が大きい。夏場に5月から10月にかけての長い期間で真夏日を記録することが特徴であり、那覇市を除く県庁所在地では最も日数が多い。2005年には年間106日の真夏日を記録している。最高気温が35℃に達する猛暑日になることも少なくなく、最高気温で度々騒がれる本州の内陸都市と比して相対湿度が高いため、不快指数はより高くなる。夕刻には「肥後の夕凪」と呼ばれる無風状態となるために非常に蒸し暑い。梅雨期の6月・7月には年平均降水量約2,000mmのうち約40%が集中し、県庁所在地では鹿児島市、宮崎市に次いで梅雨期の降水量が多い。一方冬場の気温はよく氷点下まで下がり、1月は平均10.5日が最低気温0℃以下の冬日となる。2012年2月3日に最低気温-6.7℃、2016年1月25日に最低気温-6.5℃を記録している。降雪日数は少ない。春は桜の開花が高知市など同じように早い。
- 気温 - 最高38.8℃（1927年（昭和2年）7月24日、1994年（平成6年）7月16日、1994年（平成6年）7月17日、2024年（令和6年）8月4日、最低-9.2℃（1904年（明治37年）1月26日、1929年（昭和4年）2月11日）
- 最大日降水量 - 480.5ミリ（1957年（昭和32年）7月25日）
- 最大瞬間風速 - 52.6メートル（1991年（平成3年）9月27日）
- 夏日最多日数 - 178日（2023年（令和5年））
- 真夏日最多日数 - 106日（2005年（平成17年））
- 猛暑日最多日数 - 51日（2024年（令和6年））
- 熱帯夜最多日数 - 66日（2024年（令和6年））
- 冬日最多日数 - 82日（1936年（昭和11年））

| 熊本地方気象台（熊本市中央区京町、標高38m）の気候       | 熊本地方気象台（熊本市中央区京町、標高38m）の気候 | 熊本地方気象台（熊本市中央区京町、標高38m）の気候 | 熊本地方気象台（熊本市中央区京町、標高38m）の気候 | 熊本地方気象台（熊本市中央区京町、標高38m）の気候 | 熊本地方気象台（熊本市中央区京町、標高38m）の気候 | 熊本地方気象台（熊本市中央区京町、標高38m）の気候 | 熊本地方気象台（熊本市中央区京町、標高38m）の気候 | 熊本地方気象台（熊本市中央区京町、標高38m）の気候 | 熊本地方気象台（熊本市中央区京町、標高38m）の気候 | 熊本地方気象台（熊本市中央区京町、標高38m）の気候 | 熊本地方気象台（熊本市中央区京町、標高38m）の気候 | 熊本地方気象台（熊本市中央区京町、標高38m）の気候 | 熊本地方気象台（熊本市中央区京町、標高38m）の気候 |
| 月                                                      | 1月                                               | 2月                                               | 3月                                               | 4月                                               | 5月                                               | 6月                                               | 7月                                               | 8月                                               | 9月                                               | 10月                                              | 11月                                              | 12月                                              | 年                                                |
| ------------------------------------------------------- | ------------------------------------------------- | ------------------------------------------------- | ------------------------------------------------- | ------------------------------------------------- | ------------------------------------------------- | ------------------------------------------------- | ------------------------------------------------- | ------------------------------------------------- | ------------------------------------------------- | ------------------------------------------------- | ------------------------------------------------- | ------------------------------------------------- | ------------------------------------------------- |
| 最高気温記録 °C （°F）                                  | 22.5 (72.5)                                       | 26.4 (79.5)                                       | 27.4 (81.3)                                       | 30.7 (87.3)                                       | 34.4 (93.9)                                       | 36.1 (97)                                         | 38.8 (101.8)                                      | 38.8 (101.8)                                      | 37.5 (99.5)                                       | 33.7 (92.7)                                       | 30.0 (86)                                         | 24.6 (76.3)                                       | 38.8 (101.8)                                      |
| 平均最高気温 °C （°F）                                  | 10.7 (51.3)                                       | 12.4 (54.3)                                       | 16.1 (61)                                         | 21.4 (70.5)                                       | 26.0 (78.8)                                       | 28.1 (82.6)                                       | 31.8 (89.2)                                       | 33.3 (91.9)                                       | 30.1 (86.2)                                       | 25.0 (77)                                         | 18.8 (65.8)                                       | 12.9 (55.2)                                       | 22.2 (72)                                         |
| 日平均気温 °C （°F）                                    | 6.0 (42.8)                                        | 7.4 (45.3)                                        | 10.9 (51.6)                                       | 15.8 (60.4)                                       | 20.5 (68.9)                                       | 23.7 (74.7)                                       | 27.5 (81.5)                                       | 28.4 (83.1)                                       | 25.2 (77.4)                                       | 19.6 (67.3)                                       | 13.5 (56.3)                                       | 8.0 (46.4)                                        | 17.2 (63)                                         |
| 平均最低気温 °C （°F）                                  | 1.6 (34.9)                                        | 2.6 (36.7)                                        | 5.9 (42.6)                                        | 10.6 (51.1)                                       | 15.6 (60.1)                                       | 20.2 (68.4)                                       | 24.2 (75.6)                                       | 24.8 (76.6)                                       | 21.2 (70.2)                                       | 14.9 (58.8)                                       | 8.8 (47.8)                                        | 3.4 (38.1)                                        | 12.8 (55)                                         |
| 最低気温記録 °C （°F）                                  | −9.2 (15.4)                                       | −9.2 (15.4)                                       | −6.9 (19.6)                                       | −2.5 (27.5)                                       | 1.3 (34.3)                                        | 7.1 (44.8)                                        | 14.3 (57.7)                                       | 15.3 (59.5)                                       | 6.7 (44.1)                                        | 0.5 (32.9)                                        | −3.8 (25.2)                                       | −7.9 (17.8)                                       | −9.2 (15.4)                                       |
| 降水量 mm （inch）                                      | 57.2 (2.252)                                      | 83.2 (3.276)                                      | 124.8 (4.913)                                     | 144.9 (5.705)                                     | 160.9 (6.335)                                     | 448.5 (17.657)                                    | 386.8 (15.228)                                    | 195.4 (7.693)                                     | 172.6 (6.795)                                     | 87.1 (3.429)                                      | 84.4 (3.323)                                      | 61.2 (2.409)                                      | 2,007 (79.016)                                    |
| 降雪量 cm （inch）                                      | 1 (0.4)                                           | 0 (0)                                             | 0 (0)                                             | 0 (0)                                             | 0 (0)                                             | 0 (0)                                             | 0 (0)                                             | 0 (0)                                             | 0 (0)                                             | 0 (0)                                             | 0 (0)                                             | 0 (0)                                             | 1 (0.4)                                           |
| 平均降水日数 （≥0.5 mm）                                | 8.1                                               | 9.0                                               | 11.4                                              | 10.7                                              | 10.4                                              | 15.2                                              | 13.3                                              | 11.3                                              | 10.4                                              | 7.2                                               | 8.3                                               | 8.3                                               | 123.5                                             |
| 平均降雪日数                                            | 6.6                                               | 4.4                                               | 1.6                                               | 0.0                                               | 0.0                                               | 0.0                                               | 0.0                                               | 0.0                                               | 0.0                                               | 0.0                                               | 0.0                                               | 5.0                                               | 17.7                                              |
| % 湿度                                                  | 70                                                | 67                                                | 66                                                | 65                                                | 67                                                | 76                                                | 76                                                | 72                                                | 71                                                | 69                                                | 72                                                | 71                                                | 70                                                |
| 平均月間日照時間                                        | 133.0                                             | 141.1                                             | 169.6                                             | 184.0                                             | 194.3                                             | 130.8                                             | 176.7                                             | 206.0                                             | 176.4                                             | 187.1                                             | 153.7                                             | 143.4                                             | 1,996.1                                           |
| 出典：気象庁 (平均値：1991年-2020年、極値：1890年-現在) |                                                   |                                                   |                                                   |                                                   |                                                   |                                                   |                                                   |                                                   |                                                   |                                                   |                                                   |                                                   |                                                   |

### 地域

#### 行政区
以下の5つの区で構成される。
人口はいずれも2025年7月1日時点の推計人口。
| コード  | 区名       | 人口 （人） | 面積 (km2) | 人口密度 （人/km2） |
| ------- | ---------- | ----------- | ---------- | ------------------- |
| 43101-0 | 中央区     | 187,506     | 25.45      | 7,368               |
| 43102-8 | 東区       | 189,400     | 50.19      | 3,774               |
| 43103-6 | 西区       | 90,163      | 89.33      | 1,009               |
| 43104-4 | 南区       | 132,471     | 110.13     | 1,203               |
| 43105-2 | 北区       | 136,333     | 115.34     | 1,182               |
| 43100-1 | 熊本市全域 | 735,873     | 390.44     | 1,885               |

### 人口
| |                                        |  |
| 熊本市と全国の年齢別人口分布（2005年） | 熊本市の年齢・男女別人口分布（2005年） |  |
| ■紫色 ― 熊本市 ■緑色 ― 日本全国 | ■青色 ― 男性 ■赤色 ― 女性              |  |
| 熊本市（に相当する地域）の人口の推移 \| 1970年（昭和45年） \| 534,228人 \| \| \| 1975年（昭和50年） \| 574,299人 \| \| \| 1980年（昭和55年） \| 619,236人 \| \| \| 1985年（昭和60年） \| 654,348人 \| \| \| 1990年（平成2年） \| 680,765人 \| \| \| 1995年（平成7年） \| 708,097人 \| \| \| 2000年（平成12年） \| 720,816人 \| \| \| 2005年（平成17年） \| 727,978人 \| \| \| 2010年（平成22年） \| 734,474人 \| \| \| 2015年（平成27年） \| 740,822人 \| \| \| 2020年（令和2年） \| 738,865人 \| \| |                                        |  |
| 総務省統計局 国勢調査より |                                        |  |
| 1970年（昭和45年） | 534,228人                              |  |
| 1975年（昭和50年） | 574,299人                              |  |
| 1980年（昭和55年） | 619,236人                              |  |
| 1985年（昭和60年） | 654,348人                              |  |
| 1990年（平成2年） | 680,765人                              |  |
| 1995年（平成7年） | 708,097人                              |  |
| 2000年（平成12年） | 720,816人                              |  |
| 2005年（平成17年） | 727,978人                              |  |
| 2010年（平成22年） | 734,474人                              |  |
| 2015年（平成27年） | 740,822人                              |  |
| 2020年（令和2年） | 738,865人                              |  |

### 隣接自治体
熊本県
- 玉名市
- 宇土市
- 宇城市
- 合志市
- 菊池市
- 山鹿市
- 上益城郡嘉島町
- 上益城郡益城町
- 上益城郡甲佐町
- 上益城郡御船町
- 菊池郡菊陽町
- 玉名郡玉東町

長崎県
- （海上を隔て）長崎県島原市

## 歴史

### 古代
旧石器時代〜古墳時代
豊かな土壌や有明海の海の幸にはぐくまれた熊本市地区は古来からの居住形跡があり、旧石器時代から古墳時代にかけての遺跡（貝塚、古墳なども含む）が市内各所で多数確認されている。
律令制下では、概ね肥後国の飽田郡・託麻郡の区域に当たる。
8世紀、水前寺成趣園そばの砂取に肥後国の国府（託麻国府）が置かれ、その近くに国分寺・国分尼寺も設置されたとされる。
その後国府は城南の益城国府を経て、平安時代中期までに二本木（飽田国府）に移転しているが、すべて現在の熊本市域内での移転であることから、少なくとも奈良・平安期の時点で熊本市地区が肥後国の中心として機能していたことがわかる。
また、神話時代からの歴史とされている健軍神社をはじめ、8世紀には城南に熊本県内で最古の寺院とされる「陳内廃寺」や味噌の神様として名高い「味噌天神」が、9世紀には池上町に山岳寺院として「池辺寺」が、10世紀には現在の藤崎台県営野球場の位置に藤崎八旛宮がそれぞれ設置され、同じころには北岡神社も創建されている。
古代官道（駅路）も熊本市域を縦断しており、大宰府から南下してきた西海道の延長として立田山の西から蚕養駅（子飼）を通って託麻の国府へ、さらに城南方面へ進んでいた。
律令政治の崩壊とともに一時肥後の中心地としての機能は失うが、二本木はその後も大きな集落として継続し、古国府と呼ばれることになる。その後、現在の熊本市北部には寄進型荘園で有名な鹿子木荘が拓かれる。

### 中世
鎌倉時代
鎌倉時代に河尻実明が河尻城を築いたことから発展した、現在の川尻地区は港町として栄え、早くから海外交易も行われていた。中国、明の時代の地理書にも「開懐世利」として記述されている。また、城南町では隈庄城が築かれ、益城地方の中心としての役割を担った。
南北朝時代
南北朝の騒乱の一端として1378年（南朝：天授4年、北朝：永和4年）、託麻原の合戦が市内東部で繰り広げられ、京塚など合戦の故事が由来の地名も残っている。
室町時代
その後、応仁年間（1467年 - 1469年）に出田氏が千葉城（現在のNHK熊本放送局所在地）を居城とし1496年（明応5年）、豊後守護大友氏に属する鹿子木氏が茶臼山西南麓に隈本城を築城した。
やがて鹿子木氏が菊池氏についたため、1550年（天文19年）、大友氏配下の城親冬（じょう ちかふゆ）が入った。

### 近世
加藤清正の入国

加藤清正公像。熊本城の入口の一つである御幸橋のそばにある。

戦国時代の肥後国は数十の国衆が割拠していたが、安土桃山時代に入り豊臣秀吉の九州平定により、1587年（天正15年）に佐々成政が肥後49万石に封ぜられ、隈本城へ入る。
しかし、失政により肥後の国衆一揆が起きると、翌年改易され、代わって加藤清正が肥後北半24万石に封ぜられ、隈本城を居城とし統治を開始。
治山、治水や干拓による土地開発などを積極的に行い、荒廃していた土地を改良し生産力を向上させた。
江戸時代
清正は1607年（慶長12年）に新たな隈本城を築き、その後、当地の呼称を隈本から熊本へと改名した。これ以降、熊本は近世城下町として発展していくことになる。加藤氏は清正の子、忠広の代で断絶し、1632年（寛永9年）以降は小倉藩から移封され熊本藩主となった、細川氏の城下町として発展していくことになる。
近世城下町としての整備は、清正が肥後に入国した天正時代に開始された。まず水害対策と内堀としての活用のため坪井川をつけかえ、古国府の商家も一部移す形で、城の南側（現在の市電呉服町電停一帯）に町人・職人町が作られた。その後城の西側にも町人・職人町が拡大するが、従来からの町人・職人町が「古町」と呼ばれたのに対し、城の西側に開かれた新しい町人町は「新町」と呼ばれることになる。熊本城下町の特徴として碁盤の目状に区画された町の中に寺院が1つずつ設置されており、現在でもこの町のつくりが引き継がれている。有事の際の防衛上の観点からも見逃せない形態となっている。なお、古町界隈は明治以降、昭和戦前期まで熊本市の繁華街の一つとして賑わいを見せていた。
一方、武家屋敷は、城の東側の山崎から高田原（現在の熊本市の繁華街一帯）・坪井にかけての一帯や、城の北の台地上にあたる京町に造成された（京町は、関ヶ原の戦いで敗れた小西行長の家臣や柳川藩の家臣を清正が引き取って住まわせた町である）。このうち、上級武士は城内（二の丸）や内坪井・山崎に居を構え、下級武士は手取・千反畑・高田原エリアに住んだとされる。
また、1601年（慶長6年）に初代の長六橋（橋名は架橋された1601年 = 慶長6年より）がかかり、薩摩街道や日向往還、南阿蘇へ向かう南郷往還の分岐点として迎町が賑わいを見せ、幕末には安政橋（当時の安巳橋）の対岸に新しい武家屋敷町 = 新屋敷が造成される。これらの区域が近代における熊本区 - 熊本市としてのおおまかな輪郭となる。
郊外では薩摩街道の宿場町、緑川水系の物流集積地（港町）として前代から引き続いて、川尻が栄えた。藩の奉行所や税関、軍港（御船手）がおかれたほか、薩摩藩の参勤交代路として本陣もおかれた。稲荷神社の所在地として発展した高橋は、坪井川の付け替え後に熊本の外港としても繁栄した。川尻と高橋は熊本（城下町）、高瀬、八代とともに肥後の五ケ町の一つに数えられることになる。
また、北へ向かう豊前街道と三池街道の分岐点に元禄時代、「味取新町」という宿場町が造られたが、ここが後に植木の中心商店街となる。参勤交代道として整備された豊後街道には里数木として黒髪に一里木が、龍田に二里木が植えられ、現在もバス停名として名残をとどめる（菊陽町にある三里木は駅名にもなった）。二里木のすぐ東側には17世紀半ば、細川藩に招かれた宮本武蔵ゆかりの史跡である武蔵塚がある。東へ向かう木山往還沿いには17世紀後半、桃山式回遊庭園の水前寺成趣園（水前寺公園）が造られた。

### 近代
明治時代 - 第二次大戦前
幕末から明治にかけて、開明思想家として知られる横井小楠の活躍や熊本洋学校の設置、熊本の自由民権主義を牽引した植木学校の開校、熊本バンド結成など熊本に近代化の波が押し寄せる一方で、旧体制側である士族の反乱も勃発する。
1876年（明治9年）には神風連の変がおこり、そして1877年（明治10年）の西南戦争により植木の田原坂の戦いでは激しい戦闘が繰り広げられた。
さらに主戦場となった熊本の町は熊本城の天守閣を含め灰燼に帰した。また、1889年（明治22年）には熊本大地震にも見舞われた。
九州一の大都会時代
しかしその後の熊本市地区は、熊本県（一時期は白川県）の県庁所在地としてだけでなく、九州地方の中央部にある主要都市であるため「九州の中核都市」と位置づけられ、熊本鎮台・第五高等学校など、九州域内を管轄する国家機関・教育機関が相次いで設置されていく。
1878年（明治11年）設置の熊本区を経て、1889年（明治22年）、市町村制度施行により市制施行。当初の人口は42,725人。1900年（明治33年）に成立した鉄道唱歌第2集山陽・九州編で「九州一の大都会 人口五万四千あり」と歌われるに至った。
そのため、新聞発行や電灯設置、放送局の開局などで熊本が九州初の事業地となることも多く、また第五高等学校が設置されたことから、夏目漱石や小泉八雲などの著名な作家が教師として熊本に赴き、熊本を舞台とした作品を残している（なお、森鷗外も数日ながらも熊本を訪れ、熊本にも関わりが深い作品（「阿部一族」）を残している）。
市内中心部の山崎には明治以降、武家屋敷を取り壊した跡地に練兵場をはじめとした軍施設が設置されたため、市街地が軍施設で分断されてしまい都市発展の障害となっていた。その後軍用地は、大正時代までに城内を除いてほとんどが大江や渡鹿など郊外に移転し、その跡地には新市街をはじめとした新しい商業・娯楽の中心地が形成された（軍用地であった名残として練兵町という町名が残っている他、軍用地の移転に力を入れた当時の市長・辛島格の名前を取って辛島町という町も誕生している）。
大正に入ると近代都市としての整備に拍車がかかる。熊本軽便鉄道・菊池軌道・御船鉄道・熊本市電・バスといった交通機関の拡充は市街地の拡大にもつながり、1921年（大正10年）には春日や黒髪、島崎など周辺町村を大合併して人口は13万となり、これまで旧城下町内だけにとどまっていた市域が郊外へ大きく広がることになった。また、1922年（大正11年）当時の市長・高橋守雄は市三大事業（上水道の整備・市内電車の開業・歩兵第23連隊の完全移転）を掲げ、これを実行に移すことに成功した。それまで南千反畑にあった市役所も、1923年（大正12年）に手取本町の現在地に移転している。
昭和になると桜町一帯に勧業館や公会堂といった施設が立ち並び、隣接する新市街には当時の最新の娯楽である映画館が多数オープンし、それまでの古町にかわる新たな都市核として急発展する。市内中心部には「千徳百貨店」や「銀丁百貨店」といった百貨店も開業した。
1935年（昭和10年）3月25日、水前寺会場を中心に新興熊本大博覧会が開催された。

### 現代
第二次大戦後 - 現在
1945年（昭和20年）7月の大空襲で熊本市の市街地は焼け野原になり、さらに1953年6月の大水害、1957年（昭和32年）7月の大水害で市内の低地を中心に大きな被害を出したことから、東部の丘陵地帯に新しい住宅地が造られた。
これまでの水前寺・出水といった郊外の住宅地に加え、旧軍用地であった大江・渡鹿地区には、住宅団地や専売公社などのほか、熊本商科大学、熊本女子大学（のちに月出に移転し、跡地には県立劇場が建っている）、熊本電波工業高等専門学校（1973年（昭和48年）に合志市へ移転）、警察学校などが建設され、既存の熊本高校などとあわせ、文教地区として成熟した。
また、戦時中に飛行場や三菱の飛行機工場が建設され、市電が延伸してきた健軍町一帯は戦後、自衛隊や官公庁、大規模な公営団地、学校などが建てられ人口が急増。市電の終点ターミナルとしての役割も得たことから商店街や歓楽街も形成され、熊本市東部地区の一大拠点に成長した。
さらに県庁が水前寺に移転し、長嶺・月出にあった熊本空港が高遊原に移転した1970年代以降は長嶺や武蔵ヶ丘・楠方面に住宅地が拡大した。特に1971年（昭和46年） - 1972年（昭和47年）にかけて整備された熊本東バイパス（神水以北区間）はこれらの住宅地の背骨として重要な交通路となり、畑や雑木林が占めていた丘陵地は急速に宅地化された。
1960年代には国道3号の清水バイパスや川尻バイパスも開通。1971年（昭和46年）には九州自動車道の熊本インターチェンジが開設されるなど、市内周辺の道路交通網が整備されたが、その一方では熊延鉄道の廃止、市電の路線縮小などが行われた。鉄軌道に代わる新たな輸送機関の要として、1969年（昭和44年）に大規模バスセンターである熊本交通センターが開業している。1980年代以降も浜線バイパス、第二空港線など主要道路網の整備が充実してきたが、渋滞問題や道路事情の悪化に伴い鉄道や市電への再評価の気運も高まっている。
商業は千徳百貨店や銀丁百貨店に代わり、戦後世代の鶴屋百貨店や大洋デパート（後のダイエー熊本下通店、2014年5月閉店）、岩田屋伊勢丹（後の県民百貨店、2015年2月閉店）、スーパーマーケット系では寿屋やニコニコ堂が躍進し、商業地図は大きく塗り変わる。また、鶴屋や大洋の進出以降、通町筋や下通が、熊本を代表する繁華街として確立されるに至っている。
戦後は軍都の面が縮小したものの人口増加は続き（1977年（昭和52年）には人口50万突破）、行政・商業・観光の都市として順調な発展を続けた。しかし、1963年（昭和38年）に北九州市、1972年（昭和47年）に福岡市が政令指定都市に移行し、熊本市の拠点性は低下した。ただし、現在も九州を管轄する国の機関の一部（戦前に設置された機関が中心）は熊本市に置かれており、九州域内の主要な拠点都市としての役割は継続している。
平成の大合併において導入された期間限定の政令指定都市の要件緩和に基き、富合町、城南町、植木町の周辺自治体と合併して、2012年（平成24年）4月1日に全国20番目（九州で3番目）の政令指定都市へ移行した。さらに道州制導入後の州都誘致を目指す動きも活発化してきている。

### 年表
古代 - 近代
- 558年（欽明19年） -  健軍神社創建。
- 646年（大化2年） - 砂取（現 熊本商業高校付近）に肥後の国府及び兵力4軍団が設置される。
- 713年（和銅6年） - 味噌天神創建。
- 935年（承平5年） - 藤崎八旛宮が設置される。
- 1278年（弘安元年） - 大慈禅寺創建。
- 1378年（南朝：天授4年、北朝：永和4年） - 託麻原の合戦 （参考：熊本県の歴史#征西府の成立と崩壊、 など）
- 1469年（文明元年） - 千葉城が茶臼山（現 熊本城）の東端に菊池一族の出田秀信により築城。
- 1496年（明応5年） - 隈本城が茶臼山の西南麓に菊池一族の鹿子木親員（かのこぎ ちかかず）により築城。
- 1588年（天正16年） - 加藤清正が肥後半国の領主として熊本に本拠を置く。
- 1601年（慶長6年） - 長六橋架橋。
- 1607年（慶長12年） - 熊本城が加藤清正により築城。隈本から熊本に改称。
- 1632年（寛永9年） - 細川忠利が熊本入府し、肥後領主となる。
- 1640年（寛永17年） - 宮本武蔵が熊本藩に招かれる。
- 1671年（寛文11年） - 水前寺成趣園完成。
- 1754年（宝暦4年） - 藩校「時習館」開設。総長は内膳家長岡忠英。
- 1756年（宝暦6年） - 「再春館」、「蕃滋園」が開設される。

近現代
- 1871年（明治4年）鎮西鎮台設置。熊本洋学校開設。廃藩置県により熊本県が設置される。
- 1873年（明治6年） - 鎮西鎮台を熊本鎮台に改称。
- 1874年（明治7年） - 白川新聞発行（九州最初の新聞）。
- 1876年（明治9年） - 熊本洋学校が閉鎖される。
  - 10月24日 - 神風連の変が起こる。
- 1877年（明治10年）
  - 西南戦争勃発。薩摩反乱軍が熊本鎮台攻撃。政府側が勝利するが、攻撃直前に熊本城天守が失火により焼失。戦闘により城下町も焼失[1]。
  - 博愛社（日本赤十字社の前身）が熊本洋学校の旧教師館に設立される。
- 1878年（明治11年） - 郡区町村編制法施行により、熊本を熊本区とする。
- 1886年（明治19年） - 熊本逓信管理局（郵便・電信関連）設置。
- 1887年（明治20年） - 第五高等中学校（後の第五高等学校、現 熊本大学）が熊本区域に創立される。
- 1889年（明治22年）
  - 4月1日 - 市制施行[1]。日本で最初に市制施行した市の一つ（人口42,725人）。市役所は南千反畑に設置。
  - 5月 - 陸軍第6師団設置。
  - 7月28日、熊本地震発生。
- 1890年（明治23年） - 10月10日、第五高等中学校開校（当時、九州唯一の高等中学校）。
- 1891年（明治24年）
  - 7月1日 - 九州鉄道高瀬（現 玉名） - 熊本間開業により、熊本駅が開業。
  - 7月1日 - 熊本電灯会社（後の熊本電気）が電灯供給開始。九州で最初の電気事業[18]。
  - 11月19日 - ラフカディオ・ハーン（後の小泉八雲）が春日駅（現・熊本駅）に到着[19]。1894年（明治27年）10月に熊本を離れるまでの約3年間、第五高等中学校の英語・ラテン語教師として教鞭をとった[19]。
- 1896年（明治29年）4月13日 - 池田駅（現・上熊本駅）に夏目金之助（後の夏目漱石）が到着。1900年（明治33年）7月20日に熊本を離れるまでの約4年3ヶ月、第五高等学校の英語教師として教鞭をとった。
- 1898年（明治31年） - 第23連隊練兵場が山崎から渡鹿に移転。
- 1907年（明治40年） - 熊本軽便鉄道開業。
- 1913年（大正2年） - 百貫電車開業。
- 1921年（大正10年） - 6月1日、飽託郡内の11町村を編入（人口133,467人）。
  - 当時使用された「大熊本市」という呼称は、旧熊本市に対するより広域な熊本市（Greater Kumamoto）という意味が含まれている。
- 1923年（大正12年） - 熊本市役所が現在地に移転。
- 1924年（大正13年）
  - 8月1日 - 熊本市電が開業。これに伴い大甲橋が架橋される。
  - 11月27日 - 市内初の上水道が開通。
- 1927年（昭和2年） 
  - 不詳 - 熊本市営バス運行開始。
  - 9月13日 - 有明海台風により、倒壊百数十戸などの被害[20]。
- 1928年（昭和3年） - 九州初のラジオ局（現 NHK熊本放送局）開局。
- 1929年（昭和4年） - 7月26日、熊本市動物園が開園。
- 1930年（昭和5年） - 勧業館オープン（のちの産業文化会館）。
- 1935年（昭和10年） - 水前寺で「新興熊本大博覧会」が開催される。
- 1943年（昭和18年） - 健軍に三菱重工業の航空機製作工場が作られる。
- 1945年（昭和20年） - 八景水谷の現・北熊本駐屯地に米軍が駐留する（1956年（昭和31年）まで）。
  - 7月1日 - 熊本大空襲 （死者469人、負傷者552人、焼失家屋約11,000戸）
- 1949年（昭和24年）
  - 第1回火の国まつり開催。
  - 5月29日 - 昭和天皇が市内を行幸（昭和天皇の戦後巡幸）。県知事公舎が行在所（宿舎）となる[21]。
- 1950年（昭和25年） - 7月21日、熊本競輪場が開設される。
- 1952年（昭和27年） - 鶴屋百貨店と大洋デパートが開業。
- 1953年（昭和28年） - 6月26日、熊本6.26大水害発生。
- 1958年（昭和33年） - 熊本でテレビ放送開始。現在の熊本駅の駅舎が完成。
- 1960年（昭和35年） - 上通オーニング（アーケード）完成。
  - 4月 - 熊本空港開港。
  - 8月 - 熊本城天守復元落成
  - 9月 - 第15回国民体育大会開催。
- 1962年（昭和37年） - 地方博「躍進熊本大博覧会」が熊本城で開催。
- 1964年（昭和39年） - 3月31日、熊延鉄道廃線。
- 1965年（昭和40年） - 2月21日、熊本市交通局（熊本市電）川尻線廃止。
- 1966年（昭和41年） - 熊本県庁が水前寺の現在地に移転。
- 1968年（昭和43年） - 熊本市民会館開業。子飼商店街入口前に日本初のスクランブル交差点が設置。
- 1969年（昭和44年） -下通がアーケード化。
  - 3月5日 - 熊本交通センター開業。
  - 7月1日 - 動物園が江津湖畔に移転する（当初は水辺動物園と呼称していた）。
- 1970年（昭和45年） - 5月1日、市電坪井線・春竹線廃止。
- 1971年（昭和46年） - 熊本空港が現在地に移転。パルコ熊本店の前身、長崎屋熊本店開店。
  - 6月30日 - 九州自動車道の熊本インターチェンジ - 植木インターチェンジ間が開通（九州初の高速自動車国道）。
- 1972年（昭和47年） - 市電、水道町 - 子飼橋間廃止。
- 1973年（昭和48年）
  - 11月29日 - 市内の大洋デパートで火災発生。死者104人、負傷者108人（大洋デパート火災）。日本のデパート火災としては死者数最大。
  - 現在の県民百貨店の前身、岩田屋伊勢丹オープン。
- 1976年（昭和51年） - 戦前から営業していた銀丁百貨店閉店。新市街のアーケード完成。
- 1977年（昭和52年） - 熊本市の人口が50万人を突破
- 1980年（昭和55年） - ダイエー熊本店（熊本市大江）開業。
- 1981年（昭和56年） - 現在の熊本市役所庁舎が落成。
- 1984年（昭和59年） - 熊本市内（周辺の一部の町村を含む）の市外局番を3桁（0962,0963→096）に変更。政令指定都市（都市圏含む）を除けば全国初。
- 1986年（昭和61年） - 江津湖畔で地方博「グリーンピック'86」開催。
- 1989年（平成元年） - 市制施行100周年。「熊本百彩」が開幕[1]。
- 1991年（平成3年）
  - 2月1日 - 飽託郡4町を編入(飽託郡が消滅) [1]。平成最初の合併例となった。
  - 4月1日 - 熊本市動物園と植物園を一体化し、熊本市動植物園として開園。
  - 9月27日 - 台風19号による暴風で、多大な被害を受ける[1]。
- 1992年（平成4年） - NHK熊本放送局の基幹機能が福岡に完全移管される。
- 1993年（平成5年） - 地方博覧会「火の国フェスタくまもと'93」開催。
  - 3月 - 熊本新港がオープン。
- 1996年（平成8年）4月1日 - 中核市に指定される[1]。
- 1997年（平成9年） - 第15回男子世界ハンドボール選手権大会開催。
- 1999年（平成11年） - 第54回国民体育大会開催（くまもと未来国体）。国体道路開通。
- 2002年（平成14年） - 手取本町（水道町）・上通地区の再開発事業完成。熊本市現代美術館オープン。
- 2006年（平成18年）
  - 3月18日 - 光の森駅開業。
  - 5月11日 - 5月14日、2006第4回世界女性スポーツ会議くまもと開催。
- 2008年（平成20年） - 熊本城本丸御殿落成[1]。
  - 10月6日、富合町を編入[1]。
- 2009年（平成21年）
  - 3月31日 - 市の施設である熊本市産業文化会館閉館。
- 2010年（平成22年） - 3月23日、城南町・植木町を編入[1]。人口が70万人を突破。
- 2011年（平成23年）
  - 3月5日 - 桜の馬場 城彩苑が熊本城内にて開業。
  - 3月12日 - 九州新幹線全線開業[1]。
  - 6月4日 - 日本初、アジア初のフェアトレード・タウンに認定される[22]。
- 2012年（平成24年）
  - 4月1日 - 政令指定都市へ移行[1]。
  - 7月12日 - 九州北部豪雨により、白川流域の地域が大きな被害を受ける。
- 2013年（平成25年）
  - 3月22日 - 日本国内では初となる国連の「生命の水」最優秀賞（水管理部門）を受賞[23]。
- 2015年（平成27年）
  - 2月28日 - 桜町再開発により県民百貨店閉店。
  - 3月31日 - 熊本市営バス廃止。全路線熊本都市バスに移管。
  - 3月31日 - 桜町再開発により熊本交通センタープラザと隣接するボウリング場が閉館。
  - 9月30日 - 熊本交通センターのターミナルビル閉鎖。
- 2016年（平成28年）
  - 4月14日 - 熊本地震の前震が発生[1]。熊本市内では最大で震度6弱を観測した。
  - 4月16日 - 熊本地震の本震が発生[1]。熊本市内では最大で震度6強を観測し、前震以上に大きな被害が発生した。
- 2019年（令和元年）
  - 9月14日 - 桜町地区の再開発事業完成。SAKURA MACHI Kumamoto及び熊本桜町バスターミナル開業。
  - 11月30日 - 12月15日 - 第24回世界女子ハンドボール選手権大会開催。
- 2020年（令和2年） - 新型コロナウイルス感染症が拡大。屋外のイベントなどが中止となる。
- 2022年（令和4年） - 新型コロナウイルス感染症の拡大が深刻化。医療提供体制の逼迫を受けて、何度も「熊本市医療非常事態宣言」が発令された[24]。
- 2023年（令和5年） - 一部地域の井戸水から国の暫定目標値を上回る有機フッ素化合物が検出される[25]。

### 行政区画の変遷

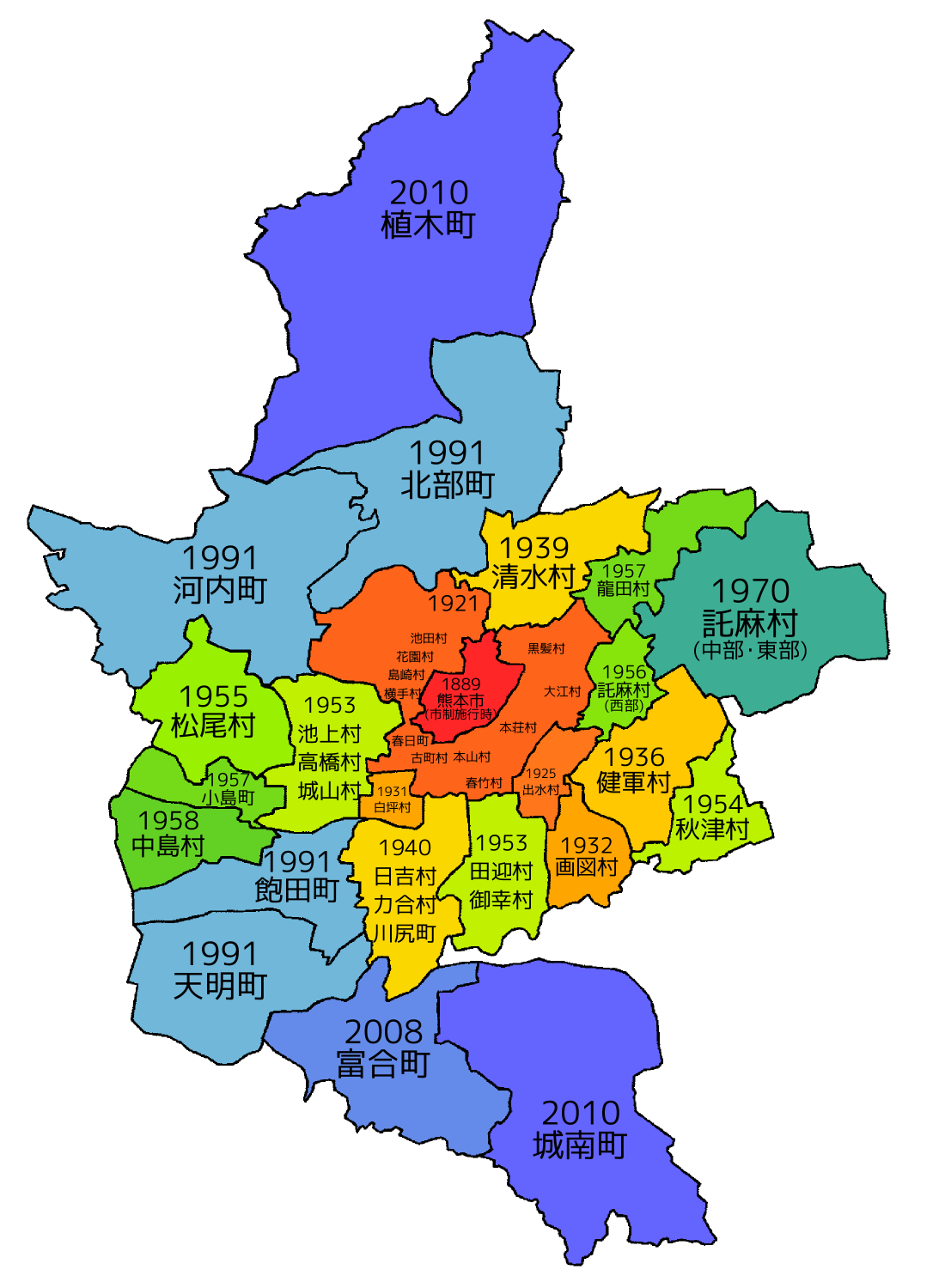
熊本市の市域の変遷

- 1889年（明治22年）4月1日 - 市制・町村制施行により、熊本市が発足。
  - 同時に、現在の市域にあたる以下の町村が発足。
    - 託麻郡本庄村・本山村・春竹村・大江村・供合村・広畑村・小山戸島村・健軍村・出水村・画図村・日吉村・田迎村・部田村・元三村
    - 飽田郡高橋町・川尻町・小島町・池田村・花園村・横手村・春日村・古町村・龍田村・黒髪村・清水村・松尾村・城山村・池上村・島崎村・白坪村・力合村・中島村・中原村・沖新村・河内村・船津村・白浜村・芳野村・川口村・中緑村・内田村・銭塘村・奥古閑村・海路口村・川上村・硯川村・寺迫村・五町村・八分字村・藤富村・浜田村・並建村・白石村・畠口村
    - 上益城郡秋津村
    - 下益城郡守富村・杉合村・杉上村・隈庄町・豊田村
    - 山本郡植木町・吉松村・山本村・桜井村・山東村・田原村・菱形村・田底村

  - 1896年（明治29年）4月1日 郡制施行により託麻郡と飽田郡が合併し飽託郡、山鹿郡と山本郡が合併し鹿本郡が発足。
  - 1898年（明治31年）8月26日 - 飽託郡硯川村・寺迫村・五町村が合併（新設合併）し、西里村が発足。
  - 1899年（明治32年）4月1日 - 飽託郡日吉村と元三村が合併して新たに日吉村が発足。
  - 1902年（明治35年）4月1日 - 飽託郡河内村・船津村・白浜村が合併（新設合併）し、新たに河内村が発足。
  - 1903年（明治36年）3月12日 - 飽託郡部田村を御幸村に改称。
  - 1906年（明治39年）4月1日 - 飽託郡春日村が町制施行。春日町となる。
- 1921年（大正10年）6月1日 飽託郡黒髪村・池田村・花園村・島崎村・横手村・古町村・本庄村・大江村・本山村・春竹村・春日町を編入。
- 1925年（大正14年）4月1日 - 飽託郡出水村を編入。
- 1931年（昭和6年）6月1日 飽託郡白坪村を編入。
- 1932年（昭和7年）12月15日 - 飽託郡画津村を編入（編入と同日に画図村を画津村に改称）。
- 1936年（昭和11年）10月1日 - 飽託郡健軍村を編入。
- 1939年（昭和14年）8月1日 - 飽託郡清水村を編入。
- 1940年（昭和15年）12月1日 - 飽託郡川尻町・力合村・日吉村を編入。
  - 1941年（昭和16年）1月1日 - 飽託郡中島村・中原村・沖新村が合併（新設合併）し、新たに中島村が発足。
  - 1944年（昭和19年）2月11日 - 飽託郡高橋町・城山村・池上村が合併（新設合併）して三和町が発足。しかし戦後、一旦再分割される。
- 1952年（昭和27年） 上益城郡秋津村の一部(秋田)を編入。
- 1953年（昭和28年）4月1日 - 飽託郡田迎村・御幸村を編入。
- 1953年（昭和28年）7月1日 - 飽託郡高橋村・城山村・池上村を編入。
- 1954年（昭和29年）10月1日 - 上益城郡秋津村を編入。
  - 1955年（昭和30年）1月1日 - 鹿本郡植木町・吉松村・山本村・桜井村・山東村・田原村・菱形村が合併（新設合併）し、新たに植木町が発足。
  - 1955年（昭和30年）1月30日 - 飽託郡広畑村・供合村・小山戸島村が合併（新設合併）し、託麻村が発足。
  - 1955年（昭和30年）3月1日 - 下益城郡杉上村・隈庄町・豊田村が合併（新設合併）し、城南町が発足。
- 1955年（昭和30年）4月1日 - 飽託郡松尾村を編入。
  - 1955年（昭和30年）4月1日
    - 飽託郡八分字村・藤富村・並建村・浜田村・白石村・畠口村[26] が合併（新設合併）し、飽田村が発足。
    - 下益城郡守富村・杉合村が合併（新設合併）し、富合村が発足。
- 1956年（昭和31年）4月1日 - 飽託郡託麻村のうち保田窪、新南部を編入。
  - 1955年（昭和30年）7月1日 - 飽託郡西里村・川上村が合併（新設合併）し、北部村が発足。
  - 1956年（昭和31年）9月30日
    - 飽託郡河内村・芳野村が合併（新設合併）し、河内芳野村が発足。
    - 飽託郡川口村・中緑村・銭塘村・内田村・奥古閑村・海路口村[27] が合併（新設合併）し、天明村が発足。
- 1957年（昭和32年）1月1日 - 飽託郡龍田村・小島町を編入。
- 1958年（昭和33年）4月1日 - 飽託郡中島村を編入。
  - 1968年（昭和43年）4月1日 - 飽託郡北部村が町制施行し、北部町となる。
  - 1969年（昭和44年）4月1日 - 鹿本郡田底村が植木町に編入。
- 1970年（昭和45年）11月1日 - 飽託郡託麻村を編入。
  - 1971年（昭和46年）4月1日
    - 飽託郡河内芳野村が町制施行し、河内町に改称。
    - 飽託郡天明村が町制施行し、天明町となる。

  - 1971年（昭和46年）8月1日 - 下益城郡富合村が町制施行し、富合町となる。
  - 1971年（昭和46年）11月1日 - 飽託郡飽田村が町制施行し、飽田町となる。
- 1990年（平成2年）9月1日 - 上益城郡嘉島町と境界変更。
- 1991年（平成3年）2月1日 - 飽託郡北部町・河内町・飽田町・天明町を編入。これにより、飽託郡が消滅。
- 1993年（平成5年）6月1日 - 上益城郡益城町と境界変更。
- 2008年（平成20年）10月6日 - 下益城郡富合町を編入。
- 2010年（平成22年）3月23日 - 下益城郡城南町・鹿本郡植木町を編入。これにより、鹿本郡が消滅。
- 2010年（平成22年）6月1日 - 上益城郡嘉島町と境界変更。

### 住所表記の変遷
2008年（平成20年）以降
|            | - 2008年10月5日  | 2008年10月6日 - 2010年3月22日 | 2010年3月23日 - 2012年3月31日 | 2012年4月1日 -     |              |
| ---------- | ---------------- | ----------------------------- | ----------------------------- | ------------------ | ------------ |
| 旧熊本市域 | 熊本市○○         | 熊本市○○                      | 熊本市○○                      | 熊本市北区○○       | 熊本市北区○○ |
| 旧熊本市域 | 熊本市○○         | 熊本市○○                      | 熊本市○○                      | 熊本市西区○○       |              |
| 旧熊本市域 | 熊本市○○         | 熊本市○○                      | 熊本市○○                      | 熊本市中央区○○     |              |
| 旧熊本市域 | 熊本市○○         | 熊本市○○                      | 熊本市○○                      | 熊本市東区○○       |              |
| 旧熊本市域 | 熊本市○○         | 熊本市○○                      | 熊本市○○                      | 熊本市南区○○       |              |
| 旧富合町域 | 下益城郡富合町○○ | 熊本市富合町○○                | 熊本市富合町○○                | 熊本市南区富合町○○ |              |
| 旧城南町域 | 下益城郡城南町○○ | 下益城郡城南町○○              | 熊本市城南町○○                | 熊本市南区城南町○○ |              |
| 旧植木町域 | 鹿本郡植木町○○   | 鹿本郡植木町○○                | 熊本市植木町○○                | 熊本市北区植木町○○ |              |

## 行政

### 市長
歴代首長
| 代   | 氏名       | 就任年月日    | 退任年月日    |
| ---- | ---------- | ------------- | ------------- |
| 初代 | 溝口貞幹   | 1878年        | 1881年        |
| 2代  | 田尻彦太郎 | 1881年6月25日 | 1882年        |
| 3代  | 松崎迪     | 1882年2月7日  | 1888年5月24日 |
| 4代  | 持永義方   | 1888年        | 1889年        |

| 代 | 氏名     | 就任年月日                | 退任年月日                 |
| -- | -------- | ------------------------- | -------------------------- |
| 初 | 杉村大八 | 1889年（明治22年）5月6日  | 1893年（明治26年）7月9日   |
| 2  | 松崎為己 | 1893年（明治26年）9月15日 | 1897年（明治30年）8月2日   |
| 3  | 辛島格   | 1897年（明治30年）9月13日 | 1913年（大正2年）1月20日   |
| 4  | 山田珠一 | 1913年（大正2年）4月2日   | 1914年（大正3年）10月10日  |
| 5  | 依田昌兮 | 1915年（大正4年）1月14日  | 1917年（大正6年）9月3日    |
| 6  | 佐柳藤太 | 1917年（大正6年）11月20日 | 1921年（大正10年）11月19日 |
| 7  | 高橋守雄 | 1922年（大正11年）1月19日 | 1925年（大正14年）7月13日  |
| 8  | 辛島知己 | 1925年（大正14年）9月14日 | 1929年（昭和4年）7月4日    |
| 9  | 山田珠一 | 1930年（昭和5年）2月5日   | 1934年（昭和9年）4月17日   |
| 10 | 山隈康   | 1934年（昭和9年）5月14日  | 1942年（昭和17年）5月13日  |
| 11 | 平野龍起 | 1942年（昭和17年）6月25日 | 1945年（昭和20年）8月10日  |
| 12 | 石坂繁   | 1945年（昭和20年）10月4日 | 1946年（昭和21年）3月11日  |
| 13 | 福田虎亀 | 1946年（昭和21年）6月14日 | 1947年（昭和22年）         |

| 代    | 氏名       | 就任年月日                 | 退任年月日                 |
| ----- | ---------- | -------------------------- | -------------------------- |
| 14    | 福田虎亀   | 1947年（昭和22年）         | 1948年（昭和23年）2月9日   |
| 15    | 佐藤真佐男 | 1948年（昭和23年）4月7日   | 1952年（昭和27年）3月7日   |
| 16    | 林田正治   | 1952年（昭和27年）3月20日  | 1956年（昭和31年）2月23日  |
| 17-18 | 坂口主税   | 1956年（昭和31年）3月16日  | 1963年（昭和38年）1月4日   |
| 19-20 | 石坂繁     | 1963年（昭和38年）2月15日  | 1970年（昭和45年）11月26日 |
| 21-24 | 星子敏雄   | 1970年（昭和45年）12月20日 | 1986年（昭和61年）12月6日  |
| 25-26 | 田尻靖幹   | 1986年（昭和61年）12月7日  | 1994年（平成6年）12月6日   |
| 27-28 | 三角保之   | 1994年（平成6年）12月7日   | 2002年（平成14年）12月2日  |
| 29-31 | 幸山政史   | 2002年（平成14年）12月3日  | 2014年（平成26年）12月2日  |
| 32-   | 大西一史   | 2014年（平成26年）12月3日  | 現職                       |

### 政令指定都市
熊本都市圏と合併に至るまでの動き
2000年（平成12年）国勢調査を基準にすると、熊本都市圏の10%都市圏の人口は102万人、1.5%都市圏の人口は146万人である（熊本都市圏参照）。
「平成の大合併」初期において、周辺7町から熊本市との合併を話し合う法定協議会設置の住民発議が起きた。政令指定都市の人口要件緩和措置から、合併は政令市化の道筋となる可能性があったが、当時、熊本県では政令市化に伴う権限委譲に消極的であり、また、熊本市ではくまもと未来国体開催に伴う財政悪化問題があった。3町では合併の是非を問う住民投票において反対派が大差で勝ち、7町議会でも合併案件は相次ぎ否決されて、この時点での熊本市の政令市化はならなかった。
ところが、交付金削減に伴う周辺自治体の財政難、自治体人口・10%都市圏人口ともに下回っていた新潟市・静岡市・浜松市などが合併・政令市化したこと、近い将来の九州新幹線開業による都市間競争への対策、そして、将来の道州制導入において州都を目指す熊本市の立場から、10%都市圏とほぼ同じ範囲の「101万人熊本都市圏」（3市12町1村 - 設定時）を対象として、「熊本都市圏及び政令指定都市についての研究会」が関係自治体などで結成された。最近の動きを以下に記載する。
- 下益城郡富合町では、度重なる政争や協議の結果2007年（平成19年）1月に法定合併協議会が設置され、2008年（平成20年）10月6日に熊本市と合併した。
- 城南町でも2007年（平成19年）3月、合併反対を掲げていた町長が選挙で敗れ、以前熊本市との合併を進めていた前町長が4年の時を経て再当選したことから、再び熊本市など周辺自治体との合併に向けて動き出すことになった。2007年（平成19年）秋の住民説明会を経て、11月に住民アンケートの実施を行った結果、全投票者数の7割が合併に賛成し、さらにそのうちの半数以上が熊本市との合併を求めたため、2008年（平成20年）2月7日に任意合併協議会が設置された。その後、法定協設置を経て、2009年（平成21年）6月28日の住民投票で合併賛成が多数との結果となり、同年7月10日の臨時町議会で廃置分合案が可決された。
- 上益城郡益城町では町長選で合併絶対反対を表明していた現職を破り、熊本市を含めた合併協議に応じると公約していた候補が当選。その後長らく合併に関する動きは見られなかったが、2007年（平成19年）12月に熊本市との間で合併・政令市に関する研究会を立ち上げ、さらに2008年（平成20年）4月、熊本市との間で任意協議会を設置することが決定した。また、以前は単独町制維持を公言していた益城町商工会が熊本市との合併政令市実現賛成に回ることを表明し、熊本商工会議所と一緒に「熊本都市圏経済研究会」を設置するなど、急速に熊本市に接近しつつあった（しかし、2009年（平成21年）4月の住民投票の結果、反対票が賛成を上回り、益城町は協議会から離脱した）。
- 鹿本郡植木町でも2007年（平成19年）9月以降、一部議員・住民などから熊本市への合併を求める動きが再浮上し、町長は熊本市と共同で合併政令市勉強会を設置し、調査結果を基に2008年（平成20年）1月から住民説明会が行われた。この結果を受け、2008年（平成20年）3月に熊本市と植木町の間で「熊本市・植木町合併問題調査研究会」の設置が決まり4月に1回目の会合が開かれた。その後法定協設置を経て、2009年（平成21年）6月28日の住民投票で合併賛成が多数との結果になり、同年7月9日の臨時町議会で廃置分合案が可決された。

2009年（平成21年）4月から6月にかけて相次いで行われた合併の賛否を問う住民投票の結果、前述のように益城町との合併の道は断たれたが、植木町、城南町との合併は濃厚となった。同年7月13日に熊本市議会での廃置分合案が可決。同年9月14日には熊本県議会でも廃置分合案が可決し、2町との合併により政令指定都市昇格条件となる人口要件70万人程度を満たし（3市町合わせた人口は約73万人）、2010年（平成22年）3月23日に合併。これにより、北九州市、福岡市に次ぐ、九州で3番目の政令市誕生へ前進した。
そして2011年（平成23年）10月18日、2012年（平成24年）4月1日より政令指定都市へ移行することが閣議決定された。
政令市移行に至るまでの動き
- 2009年（平成21年）12月22日 熊本市行政区画等審議会において、市内の行政区を5区または6区とする2つの案を提示した。区役所は市役所や植木町役場など既存のものを出来るだけ活用するが、一部の行政区では区役所を新設する必要もあると示した。
  - 5区制案
    - 編入された旧植木町と旧城南町を熊本市に組み込み、中央・東・西・南・北に人口10 - 18万人程度の5区割とする。
    - 5区の場合、区役所建設にかかる費用は、約38億円と見込まれている。

  - 6区制案
    - 旧植木町の単独区と、旧富合町と旧城南町を一緒とした区と、旧熊本市内を4区割とした計6区割とするが、人口3 - 18万人とばらつきがあり審議会からは批判の意見が相次いだ。
    - 6区の場合、区役所建設にかかる費用は、約48億円と見込まれている。
- 2010年（平成22年）2月22日 熊本市行政区画等審議会において、住民アンケートの結果を踏まえた案として、当初の5区案または6区案のほかに、ほぼ同規模の人口で近年政令市に移行した岡山市や相模原市のように少ない区割りで「3区案」や「4区案」の検討も必要ではないかという意見を示した。
- 2010年（平成22年）3月29日 熊本市行政区画等審議会において、市内の行政区を5区とし、3種類の案を提示した。5区案以外を推す委員もいたが少数となったため今回から除外した。
  - 5区制1案 - 審議会が初めから提示した案で、旧植木町と旧城南町を熊本市に組み込み、中央・東・西・南・北に分割する。
  - 5区制2案 - 旧植木町の単独区と、旧熊本市西部と旧富合町と旧城南町を一緒とした区と、旧熊本市内を北部・中央・東部に分割する。
  - 5区制3案 - 5区制1案に類似しているが、各区の境界線を変更したもの。
- 2010年（平成22年）4月6日 熊本市行政区画等審議会において、市内の行政区を人口バランスが約10 - 18万人とほぼ均等にとれていることを理由に、審議会が最初に示した原案（前回の5区制1案）どおりとし、4月13日に幸山政史市長にこの区割り案を答申した。
  - A区 - 区域は旧植木町と旧熊本市北部とし、区役所は植木総合支所とする。
  - B区 - 区域は旧熊本市西部とし、区役所は西部市民センターとする。
  - C区 - 区域は旧熊本市中心部とし、区役所は熊本市役所内とする。
  - D区 - 区域は旧熊本市東部とし、区役所は税務大学校熊本研修所の隣接地とする。
  - E区 - 区域は旧富合町と旧城南町と旧熊本市南部とし、区役所は富合総合支所とする。
- 2010年（平成22年）5月21日の臨時議会で、区役所の整備費などを盛り込んだ2010年（平成22年）度一般会計補正予算案を賛成多数で可決した。これにより、政令市移行後の区割りは5区案で正式決定した。
  - 区役所から離れた地域になる清水、花園、託麻、幸田の各市民センターの機能を総合支所並に格上げし、また、城南の総合支所機能を今後も継続することを求める案が議題に上った。
- 2010年（平成22年）9月6日から27日まで、区名の一般公募が行なわれた[30]。
- 2010年（平成22年）10月19日、熊本市行政区画等審議会において、区名候補の一般公募で特に多かった各区上位2案と、その他の応募案の中から委員の投票で選ばれた各区3案、合わせて各区5案ずつが選定された[30]。
- 2011年（平成23年）1月17日、熊本市行政区画等審議会はそれぞれの区名を北区・西区・中央区・東区・南区に決定し幸山市長に答申した[31]。
- 2011年（平成23年）2月4日、熊本市政令指定都市推進本部会議は審議会答申の通り、区名を決定した[32]。（ただしこれは「市の方針」であり、この時点では政令指定都市への移行も、区の名称・区域も正式決定されたものではない）
- 2011年（平成23年）8月29日、熊本県知事、熊本県議会議長、熊本市長、熊本市議会議長、熊本市政令指定都市推進協議会会長らが片山善博総務大臣（当時）に政令の改正を要望した。
- 2011年（平成23年）10月18日、熊本市を2012年（平成24年）4月1日に指定都市とする政令の改正が閣議決定され、21日に政令が公布された。全国では相模原市に続いて20番目、九州では北九州市・福岡市に次いで3番目となる。
- 2011年（平成23年）12月16日、熊本市議会において区の名称（北区・西区・中央区・東区・南区）とその区域が正式に決定された[33]。

### 行政機構

#### 市機関
- 熊本市交通局、熊本市消防局(中央消防署、東消防署、西消防署、南消防署、北消防署)、熊本市上下水道局

#### 県機関
- 熊本県庁、熊本県税事務所、熊本農政事務所、熊本土木事務所、くまもと県民交流館、福祉総合相談所
- 熊本中央警察署、熊本南警察署、熊本東警察署、熊本北合志警察署

### 財政
- 一般会計（2017年（平成29年）度決算）
  - 歳入：4149億円
    - 市税：994億円
    - 地方交付税：453億円
    - 国庫支出金：980億円
    - 市債：627億円 など

  - 歳出：4027億円
- 特別会計（2017年（平成29年）度決算）
  - 歳入：2193億円
    - 国民健康保険会計：975億円
    - 介護保険会計：620億円
    - 競輪事業会計：104億円 など

  - 歳出：2188億円
    - 国民健康保険会計：998億円
    - 介護保険会計：601億円
    - 競輪事業会計：102億円 など
- 一般会計・特別会計市債現在高：4320億円（2017年（平成29年）度末）

## 議会

### 熊本県議会
- 選挙区：熊本市第一選挙区（定数12）、熊本市第二選挙区（定数5）
- 任期：2019年4月30日 - 2023年4月29日

| 選挙区                                | 氏名     | 会派名           | 備考                                      |
| ------------------------------------- | -------- | ---------------- | ----------------------------------------- |
| 熊本市第一（中央区、東区、北区） (12) | 岩下栄一 | 自由民主党       | 党籍は自由民主党                          |
| 熊本市第一（中央区、東区、北区） (12) | 松村秀逸 | 自由民主党       | 党籍は自由民主党                          |
| 熊本市第一（中央区、東区、北区） (12) | 橋口海平 | 自由民主党       | 党籍は自由民主党                          |
| 熊本市第一（中央区、東区、北区） (12) | 藤川隆夫 | 自由民主党       | 党籍は自由民主党                          |
| 熊本市第一（中央区、東区、北区） (12) | 本田雄三 | 公明党           |                                           |
| 熊本市第一（中央区、東区、北区） (12) | 城下広作 | 公明党           |                                           |
| 熊本市第一（中央区、東区、北区） (12) | 岩田智子 | くまもと民主連合 | 党籍は社会民主党                          |
| 熊本市第一（中央区、東区、北区） (12) | 西聖一   | くまもと民主連合 | 党籍は社会民主党                          |
| 熊本市第一（中央区、東区、北区） (12) | 南部隼平 | 自由民主党       | 党籍は無所属                              |
| 熊本市第一（中央区、東区、北区） (12) | 山本伸裕 | 日本共産党       |                                           |
| 熊本市第一（中央区、東区、北区） (12) | 濱田大造 | 立憲民主党       | 2021年に辞職し、2022年5月29日の補選で当選 |
| 熊本市第一（中央区、東区、北区） (12) | 堤泰之   | 無所属           | 2022年5月29日の補選で初当選               |
| 熊本市第二（西区、南区） (5)          | 前田憲秀 | 公明党           |                                           |
| 熊本市第二（西区、南区） (5)          | 鎌田聡   | くまもと民主連合 | 党籍は無所属                              |
| 熊本市第二（西区、南区） (5)          | 高島和男 | 自由民主党       | 党籍は自由民主党                          |
| 熊本市第二（西区、南区） (5)          | 竹崎和虎 | 自由民主党       | 党籍は自由民主党                          |
| 熊本市第二（西区、南区） (5)          | 井手順雄 | 無所属           | 2022年9月15日に自民党を離党               |

### 衆議院
熊本県第1区
- 選挙区：熊本1区（熊本市（中央区、東区、北区））
- 任期：2024年10月27日 - 2028年10月26日
- 当日有権者数：419,735人
- 投票率：49.30％

| 当落 | 候補者名   | 年齢 | 所属党派   | 新旧別 | 得票数    | 重複 |
| ---- | ---------- | ---- | ---------- | ------ | --------- | ---- |
| 当   | 木原稔     | 55   | 自由民主党 | 前     | 110,068票 | ○    |
|      | 出口慎太郎 | 42   | 立憲民主党 | 新     | 64,238票  | ○    |
|      | 重松貴美   | 35   | 参政党     | 新     | 25,325票  |      |

熊本県第2区
- 選挙区：熊本2区（熊本市（西区、南区）、荒尾市、玉名市、玉東町、南関町、長洲町、和水町）
- 任期：2024年10月27日 - 2028年10月26日
- 当日有権者数：309,146人
- 投票率：50.10％

| 当落 | 候補者名   | 年齢 | 所属党派   | 新旧別 | 得票数    | 重複 |
| ---- | ---------- | ---- | ---------- | ------ | --------- | ---- |
| 当   | 西野太亮   | 46   | 自由民主党 | 前     | 102,624票 | ○    |
|      | 近田茜     | 32   | 参政党     | 新     | 25,944票  |      |
|      | 奥田木の実 | 28   | 日本共産党 | 新     | 19,469票  |      |

## 国家機関

### 内閣府
- 警察庁
  - 九州管区警察局熊本県情報通信部

### 総務省
- 九州管区行政評価局熊本行政評価事務所
- 九州総合通信局

### 法務省
- 熊本地方法務局
- 熊本刑務所
  - 京町拘置支所
- 熊本少年鑑別所
- 熊本保護観察所

出入国在留管理庁
- 福岡出入国在留管理局熊本出張所

公安調査庁
- 九州公安調査局熊本公安調査事務所

検察庁
- 熊本地方検察庁
- 熊本区検察庁

### 財務省
- 九州財務局（福岡財務支局の管轄である福岡県・佐賀県・長崎県を除く九州南部4県を管轄）
- 長崎税関八代税関支署熊本出張所
- 財務総合政策研究所南九州研修支所

国税庁
- 熊本国税局（熊本県、大分県、宮崎県、鹿児島県を管轄）
  - 熊本東税務署
  - 熊本西税務署
- 税務大学校熊本研修所
- 熊本国税不服審判所

### 厚生労働省
- 九州厚生局熊本事務所
- 熊本労働局
  - 熊本労働基準監督署
  - 熊本公共職業安定所

### 農林水産省
- 九州農政局
  - 熊本県拠点
  - 北部九州土地改良調査管理事務所熊本支所
  - 土地改良技術事務所

林野庁
- 九州森林管理局

### 国土交通省
- 九州地方整備局熊本河川国道事務所
- 九州地方整備局立野ダム工事事務所
- 九州地方整備局熊本営繕事務所
- 九州地方整備局熊本港湾・空港整備事務所
- 九州運輸局 熊本運輸支局

気象庁
- 熊本地方気象台

### 環境省
- 九州地方環境事務所

### 防衛省
- 九州防衛局熊本防衛支局

自衛隊
- 自衛隊熊本地方協力本部
  - 陸上自衛隊西部方面隊
    - 西部方面総監部
    - 第8師団司令部
    - 健軍駐屯地（西部方面総監部など）
    - 北熊本駐屯地（第8師団司令部など）
    - 熊本駐屯地（自衛隊熊本病院）

### 裁判所
- 熊本地方裁判所
- 熊本家庭裁判所
- 熊本簡易裁判所

### 特殊法人など

#### 特殊法人
日本年金機構
- 熊本東年金事務所
- 熊本西年金事務所

日本放送協会
- 熊本放送局

#### 認可法人
日本銀行
- 熊本支店

日本赤十字社
- 熊本支部

## 対外関係

### 姉妹都市・提携都市

#### 海外
姉妹都市
| 都市名           | 国名・地域名                | 提携年月日                                                      |
| ---------------- | --------------------------- | --------------------------------------------------------------- |
| サンアントニオ市 | アメリカ合衆国 テキサス州   | 1987年（昭和62年）12月28日                                      |
| ローム市         | アメリカ合衆国 ジョージア州 | 1995年（平成7年）5月29日 旧植木町と姉妹都市提携。合併後も継続。 |

提携都市
| 都市名                 | 国名・地域名                                              | 提携年月日                 |
| ---------------------- | --------------------------------------------------------- | -------------------------- |
| 桂林市                 | 中華人民共和国 広西チワン族自治区                         | 1979年（昭和54年）10月1日  |
| ハイデルベルク市       | ドイツ連邦共和国 バーデン・ヴェルテンベルク州             | 1992年（平成4年）5月19日   |
| エクサンプロヴァンス市 | フランス共和国 プロヴァンス・アルプ・コートダジュール地方 | 2013年（平成25年）2月16日  |
| 高雄市                 | 中華民国（台湾）                                          | 2017年（平成29年）10月20日 |

#### 国内
姉妹都市
| 都市名 | 地方名・県名    | 提携年月日 |
| ------ | --------------- | --- |
| 福井市 | 中部地方 福井県 | 1994年（平成6年）11月16日 熊本藩出身の横井小楠が松平春嶽に招かれ福井藩の藩政改革に当たった歴史的縁から姉妹都市提携 |

## 経済

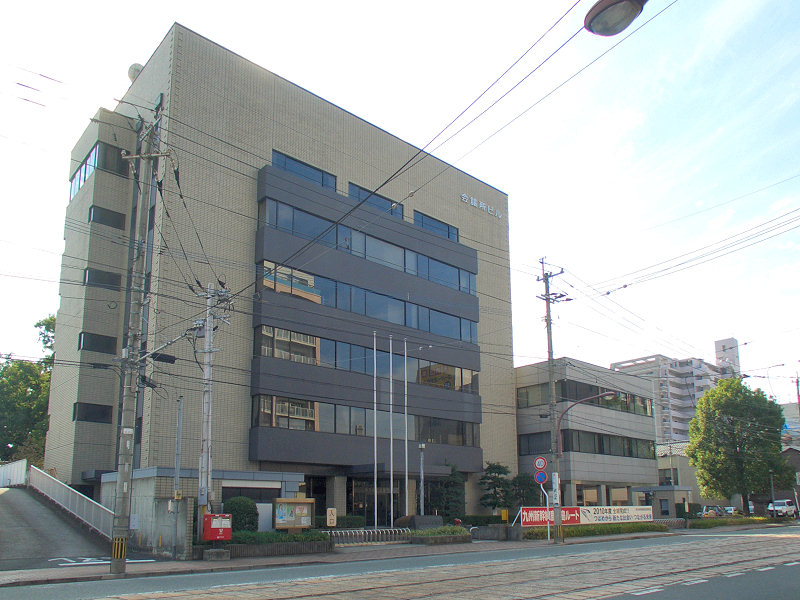
熊本商工会議所

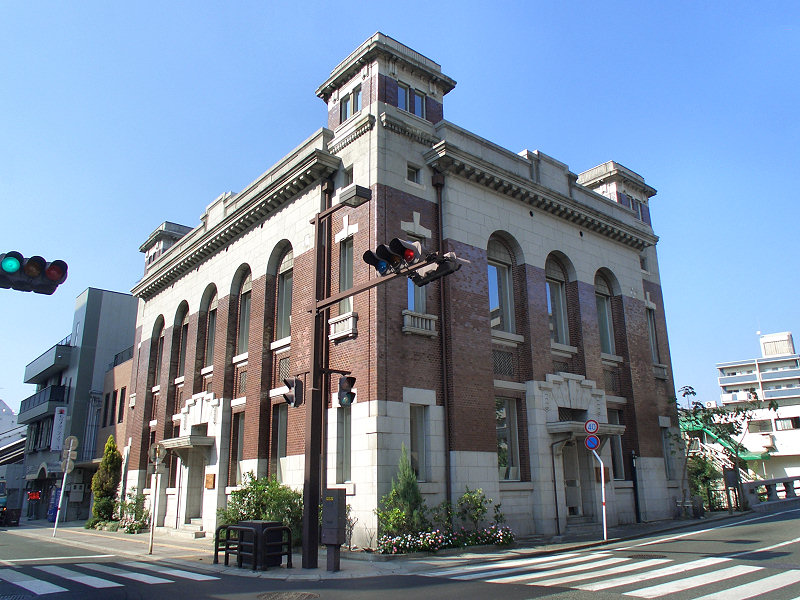
旧第一銀行熊本支店

2021年（令和3年）度の市内総生産は2兆6059億円である。
熊本県全体の約40%を占めており、パラグアイ共和国の国内総生産を凌ぐ経済規模を有する。

### 就業人口
- 第一次産業就業者数：10,994人
- 第二次産業就業者数：55,842人
- 第三次産業就業者数：264,029人

（2020年国勢調査）

### 生活協同組合
- 全労済熊本県本部

### 第一次産業

#### 農業
熊本市は日本でも有数の農業王国。農家総数、専業農家数、農業就業人口、経営耕地面積は九州1位、農業産出額は日本の市町村中6位である。
江津湖以南の市南西部 - 西部の田園地帯では米をはじめ、ナス、メロンを含む園芸作物各種が作られる。
中でも、米とメロンは九州で1位、ナスは日本で2位の産出額である。
金峰山山麓の河内地区、小島地区、北部地区は温州みかんの一大生産地となっており、周辺地区には選果場や加工工場も多い。
市北部 - 植木町はすいかの名産地として名高い。

#### 畜産業
また東部地区（戸島地区など）では、メロンなどの畑作のほか、近年かなり数は減ったものの酪農も行われている。

#### 水産業
水産業としては、有明海の干潟ではノリやアサリなどが水揚げされるほか、白川河口や江津湖では河川漁業、錦鯉などの養殖も一部で行われている。

### 第二次産業

#### 工業
熊本市に本社を置く、主要製造企業
| - マルキン食品 - 熊本製粉 - 内村酸素 - オークラ製菓 - お菓子の香梅 - 愛歯 - フタバ - 平田機工 - 木村 | - 熊本菓房 - 熊本酸素 - 熊本森永乳業 - 弘乳舎 - 瑞鷹 - 湖東製作所 - リバテープ製薬 - 双和食品工業 - 熊本ワイン - KMバイオロジクス | - 杉養蜂園 - 日本牛乳野菜 - 濱田醤油 - ヒライ - フンドーダイ五葉 - 明治アニマルヘルス - ヤマックス - GTスパイラル - 五木食品 - フジバンビ |

#### 建設業
- SYSKEN
- アーツ&クラフツ

### 第三次産業

#### 商業
繁華街

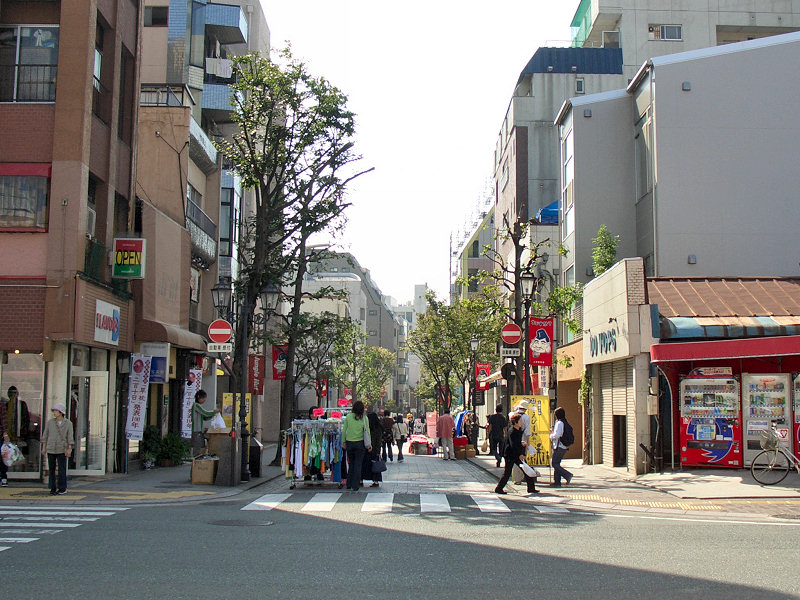
上通

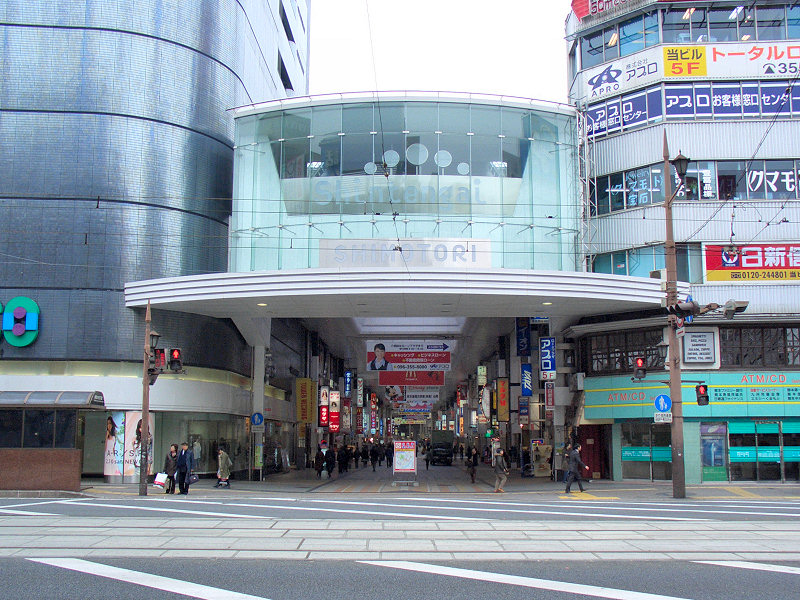
下通

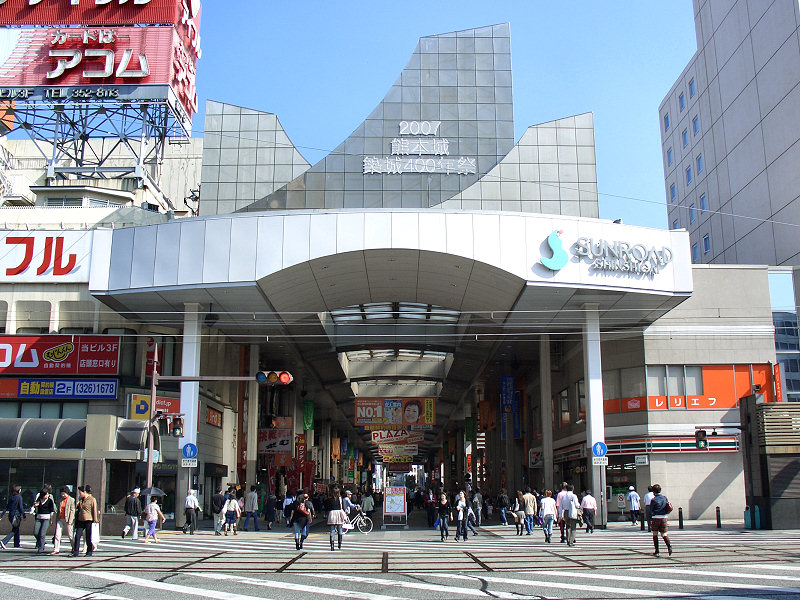
サンロード新市街

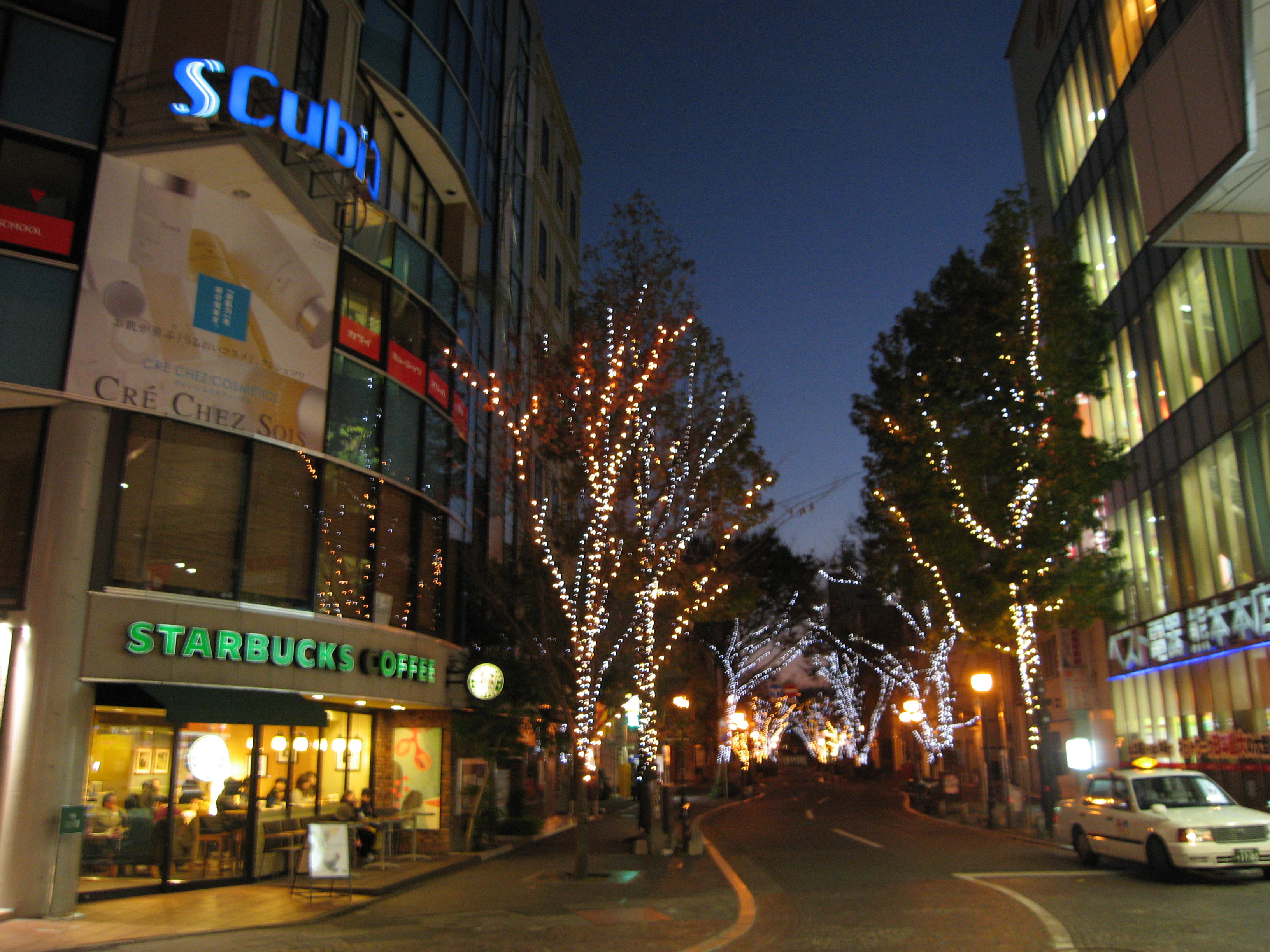
シャワー通

熊本市の中心部には、上通商店街・下通商店街・サンロード新市街の3つの繁華街がある。特に下通は、県内最大かつ九州でも上位の賑わいを見せており、平日50,000人、日曜日65,000人の来街者を有し、（一地点での通行量は（2010年（平成22年）8月調査で休日に約3万人）、核的中心専門街としての商業集積は県内でも群を抜いている。これらの繁華街は、上通北側に熊本電気鉄道の藤崎宮前駅が、上通と下通の間に熊本市電通町筋停留場や鶴屋、パルコをはじめとする百貨店が、サンロード新市街の周辺には熊本市電辛島町停留場、バスターミナルの桜町バスターミナルがそれぞれ立地し、それらの間を行き来させる回廊の役割を果たしている。ただし近年は郊外に大型商業施設が進出し、これらの中心部繁華街の人通りは減りつつある。歩行者数は2003年度から2011年度の間に3割減り、空き店舗の割合も1割を超える状況となっていた が、2011年以降は九州新幹線開業などによる観光客増加の要因もあり通行量は再び反転している。上通・下通・新市街の空き店舗率も3.9%にまで改善しているが、以前と比べ飲食店やカラオケ店の割合が増え、1990年からの約20年で半数の店舗が入れ替わり、全国チェーンの店の割合が増加するなど商店街の新陳代謝が進んでいる。
2013年に入り、後述の桜町・熊本交通センター地区の再開発（SAKURA MACHI Kumamoto（サクラマチ クマモト））に加え、ダイエー熊本下通店周辺の再開発（COCOSA）、JR九州による熊本駅の再開発（JRくまもとシティ）が行われるなど、熊本市中心部地区は2010年代後半〜20年を目処とした新たな局面を迎えた。
郊外型の大型商業施設としては、地元スーパーのニコニコ堂がサンピアンシティーモール（1996年）、クリスタルモールはません（1998年）をオープンしたが、ニコニコ堂の破綻後はイズミがこれを引き継ぎ、2008年以降ゆめタウンとなっている。このほか、熊本市外だが菊池郡菊陽町にゆめタウン光の森（2004年）が、上益城郡嘉島町にダイヤモンドシティ・クレア（現 イオンモール熊本、2005年）がある（双方とも熊本市との境から数百mほどの位置）。
イズミは2012年2月、熊本市中央区大江の日本たばこ産業（JT）熊本工場跡地約7万3千平方メートルも取得しており、2014年6月に同地にゆめタウン大江（2020年9月よりゆめマート大江）が開業するなど、熊本県内での出店攻勢を強めている。
合志市には双日主導のショッピングモールを出店の計画が持ち上がってはいるが、現在のところ動きは止まっている。
郊外店の一大集積地帯は国道57号（熊本東バイパス）沿線であり、熊本都市圏北東端の菊池郡大津町から国道3号と交わる熊本市近見までの約25キロの区間は、イオン系（ジャスコ）が1軒、イズミ系（ゆめタウン）が3軒、他にもコジマやエディオン、ミスターマックスなどの郊外型大型電器店やロードサイドショップなどが乱立する激戦区となっている。
このような大型店とは別に、郊外商店街もみられる。市電終点の健軍町停留場前に立地するアーケード商店街・ピアクレス（健軍商店街）や、市内中心部に程近い老舗商店街・子飼商店街などである。ただし近年は大型店の集客力に押され、往時の活気はみられない。
また先述の通り、熊本駅前はホテルや受験予備校が複数立地しているものの、駅ビル内の商業施設「えきマチ一番街」を除けばショッピングを満喫できるような場所がなかったが、熊本駅の0番線ホーム敷地と駅南側に隣接していた駐車場の3ヘクタールの敷地を再開発し、商業・オフィス・娯楽の機能を集積した駅ビル（「アミュプラザくまもと」を中核とした「JRくまもとシティ」）を2021年4月23日に開業させた。
上通・下通
市電通町筋電停をはさんで南北に広がる全蓋型のアーケード商店街で、熊本市の繁華街の中心。熊本の流行・情報発信基地ともなっている。
北側の上通アーケード街は全長は約360m、幅は11m。古くは学生の町として栄え、今も書店、喫茶店、ブティック、ブランドショップ、スポーツショップ、ラーメン店などが立ち並ぶ街となっている。電車通り側入口にはかつて熊本日日新聞社のビルがあったが、再開発により郊外の世安へ移転し、その跡地に複合施設のびぷれす熊日会館がオープン。ニューズ（New-S）と呼ばれる鶴屋百貨店系の商業スペースのほか、熊本市現代美術館やホテル日航熊本などが入居している。アーケードの北の端から先は、「並木坂」という小洒落た通りとなっており、若者向けの衣料品店や美容院、飲食店が多い。最近は、上通・並木坂より一本東側の「上乃裏通り」が隠れた人気スポットして注目を浴びている。アーケードはパリのオルセー美術館をモチーフにデザインされており、歩道中央には木材が敷かれるなど、下通と比べると幾分落ち着いた印象を漂わせている。
一方、上通から通町筋を隔てた南側には下通アーケードがある（全長510m、幅15m。通町筋側から新天街、2 - 4番街と続く）。電車通り（通町筋）側入口のパルコをはじめ、カリーノ下通、ファインビルなどの大型商業施設、雑貨屋、ブティック（2010年（平成22年）秋にはZARAの路面店が出店）、各種レストラン、カフェ（プロント・スターバックスコーヒー・サンマルクカフェなど）、各種専門店が陸続と立ち並ぶ。商店街として西日本有数の規模を誇り、終日賑わいを見せる。通りの南側はカラオケ館・コロッケ倶楽部といったカラオケ店やパチンコ店が立地し、やや歓楽街的要素が強くなる。2009年にアーケードの架け替えが行われ、太陽光発電パネル、ミスト噴射器設置、近紫外線LED照明設置など設備の近代化が進められている。また、下通を挟みこむような形で歓楽街が形成されており、駕町通り、銀座通り、栄通りなどを中心として1000店を超える飲食店などが集積、昼とは一味違う、夜の繁華街としてもにぎわいを見せている。
電車通りでの上通、下通アーケード街の入り口は30m程離れており、二つの横断歩道と地下道で結ばれている。また、横断歩道のうち一つは通町筋電停と接続されている。
新市街・桜町
下通と市電辛島町電停を結ぶ幅広のアーケード街が、サンロード新市街である。映画館の街として戦前から栄えたが、近年は郊外に乱立するシネマコンプレックスの攻勢に押され、現在ではTOHOシネマズ以外にはDenkikanしか残っていない。また、ここはパチンコ店やゲームセンターなどが多数出店しており、下通よりも歓楽街的要素が強い。ベスト電器熊本本店はこの通りにある。
辛島町電停の北西側、「桜町」の一帯には熊本の交通の要、熊本桜町バスターミナルがあり、併設にSAKURA MACHI Kumamotoがある。新市街入口と産業文化会館、熊本交通センター、県民百貨店とは、地下道で結ばれていたが、産業文化会館方面、県民百貨店・熊本交通センター方面は建物解体のため閉鎖。2015年10月現在、新市街入口〜辛島公園地下駐車場間のみ通行できる。現在、九州新幹線全線開通後を見据え桜町・花畑地区の大規模な再開発事業が動き出している。同地区では地域・再開発事業者・行政が連携協力し、桜町・花畑周辺地区再開発検討協議会を2008年（平成20年）11月に設置。周辺地区を含めたまちづくりの整備イメージや、その検討課題について協議を重ねている。
2006年（平成18年）12月、桜町地区周辺では相次いで再開発事業構想が発表された。九州産業交通ホールディングスは、熊本交通センターを中心としたエリアに高層複合ビルに建てる開発構想を明らかにした。従来の建物を取り壊したうえで、商業施設やバスターミナル、マンション、ホテルを組み合わせた高層の複合ビルなどを建てる予定で、再開発ビルは総床面積約10万2000m2以上の規模になる模様。また2011年（平成23年）1月には、熊本市より同じ敷地内にコンベンションセンターの設置を要請された。さらに、交通センター東側の産業文化会館のあるエリアには、求人情報誌を発行する雇用促進事業会が中心となって劇場、シアター、商業施設などが入る複合ビルを建設するとの発表もあった。雇用促進事業会の再開発（花畑町）は2013年（平成25年）、九州産交ホールディングスの再開発（交通センター）はやや遅れて、2014年（平成26年）以降の完成を目指していたが、景気情勢などにより計画が遅れている。なお、花畑町の再開発用地にはNHK熊本放送局の移転が決定した。
その他
市電花畑町電停から下通とも交差し、国道3号線まで続く通りが「銀座通り」である。福岡銀行や鹿児島銀行など近県の地方銀行の支店や、JTBや日本旅行などの旅行会社、ビジネスホテル、ファーストフード店、ゲームセンター、立体駐車場、雑居ビル、飲み屋店の集合ビルなどが混在する通りで、一部片屋根式のアーケードが設置されている。
下通南側には1990年（平成2年）前後のバブル期に、熊本のファッションストリートして有名になったシャワー通がある。
各通りの詳細については、下通#その他の通り、上通#その他の通りを参照されたい。

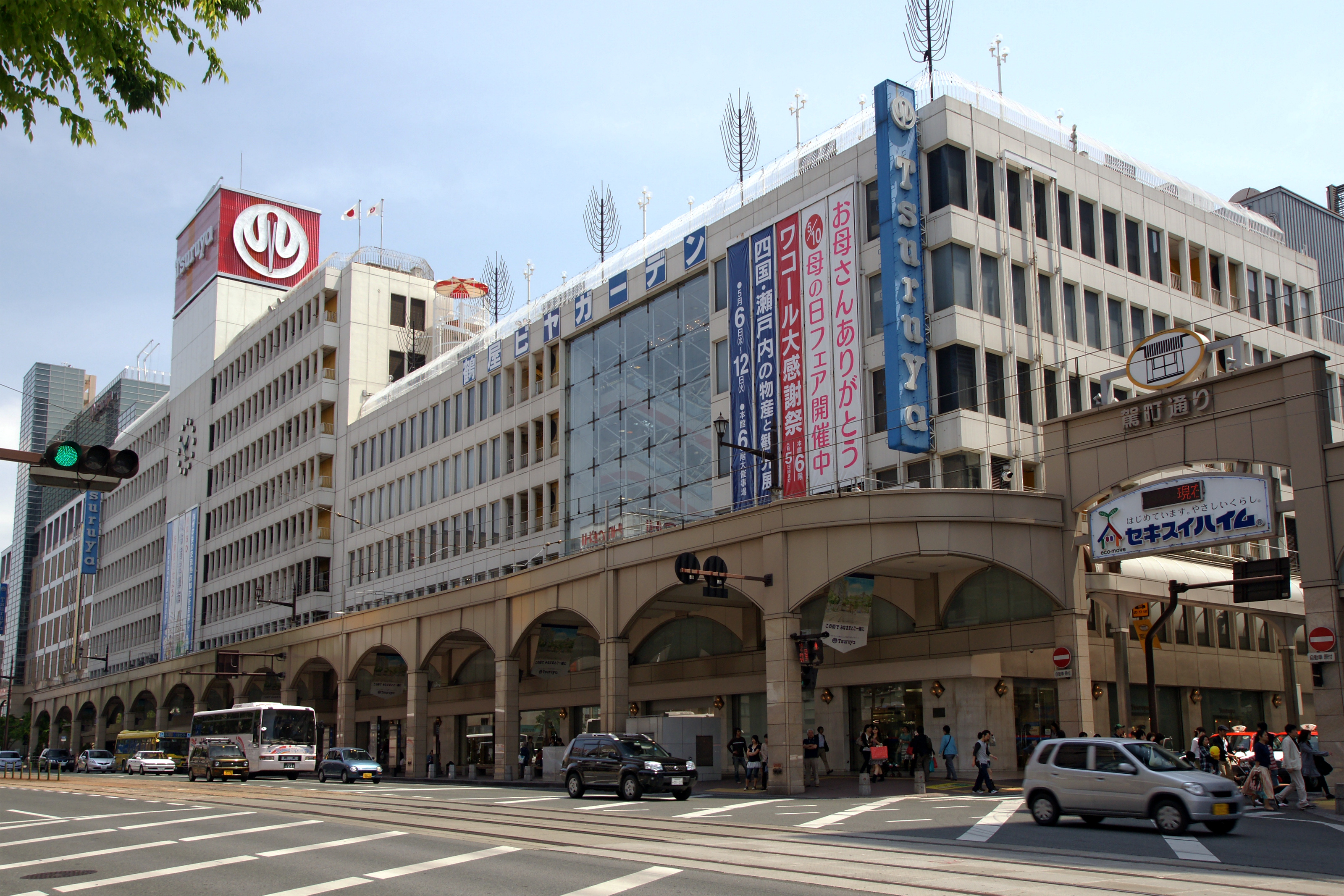
鶴屋百貨店本館

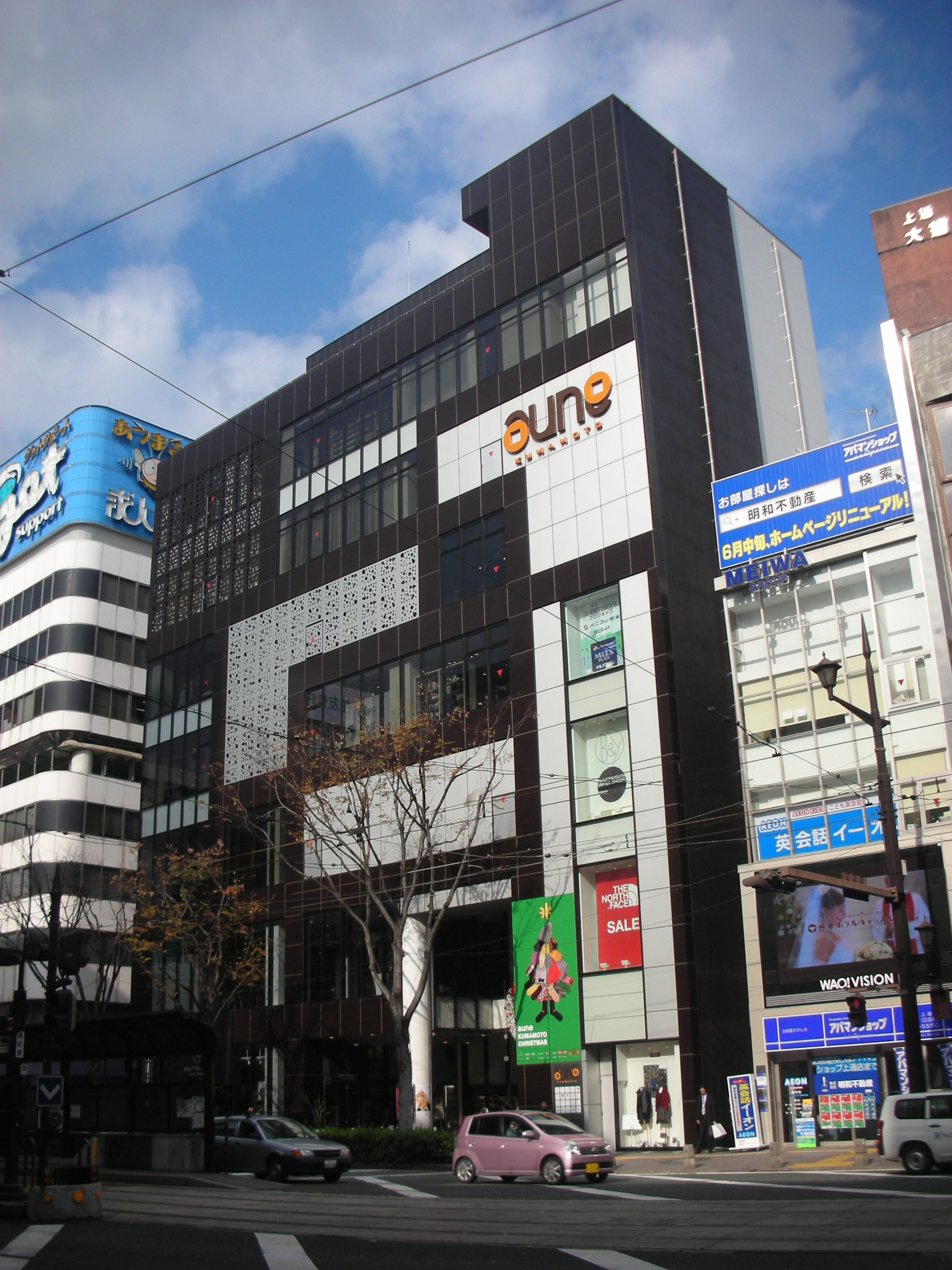
aune熊本

百貨店・大規模小売店
- 鶴屋百貨店
1952年（昭和27年）開業、以来60年以上にわたり地元民から愛される「郷土のデパート」。従来からの本館、ウイング館に続き、2002年（平成14年）にテトリア熊本（東館）・ニューズ館がオープンし、売場面積は日本最大級となった。福岡市に流出する女性購買層を繋ぎ止めるためにティファニー、グッチやプラダなど積極的にブランドショップを導入した。東館にはハンズが入居している。別館のウイング館も全館コムサストアとして改装したが、2006年（平成18年）3月よりGAPやABCクッキングスタジオなどが入居し、売り場を一新した。上通入口に位置するニューズにはシップスやユナイテッドアローズ（グリーンレーベルリラクシング）、プラザ、スターバックスコーヒーなども入居している。また、下通アーケード沿いには高級食材を扱う「ラン・マルシェ」を2011年（平成23年）3月にオープンさせた。2012年秋以降、売り場の大幅見直しを進めており、2013年3月20日には九州では2店舗目となる東急ハンズ（現：ハンズ）熊本店を東館6Fに開業、さらに2014年（平成26年）3月19日には九州で二店目となるユザワヤをウィング館4Fに開業させた。熊本市電通町筋 - 水道町下車。
- COCOSA
前述のダイエー熊本下通店跡地に2017年4月27日開業。熊本地震後では市内で初めて開業した大型商業施設である。
「下通NSビル」の地下1階から地上5階までを占めており、地下1階にはダイエーの事業を受け継いだマックスバリュ九州が出店している。
- カリーノ下通店
かつての壽屋下通店。寿屋破綻の後カリーノに転換されたが、再オープン直後は雑貨や衣料、食品などを扱う庶民的な店舗構成だった。しかし売上が伸びず2004年（平成16年）に全館を刷新。熊本市内最大の売り場面積の蔦屋書店（TSUTAYA）を核テナントとした複合商業施設に生まれ変わった。また、下通アーケード沿いには新たに渋谷系ファッションのテナントを中心に構成したテナントビル「カリーノセカンド」を建設した。
- aune熊本
ジョイント・コーポレーションが熊本市電通町筋停留場前に建設したファッションビル。2008年（平成20年）10月25日オープン。主なテナントとしてはユナイテッドアローズやコントワー・デ・コトニエ、ノース・フェイスストアなど。
- イオン熊本中央店
地元企業の東亜シルク所有の敷地に1980年（昭和55年）にダイエー熊本店としてオープン。出店においては地元商店街の熾烈な反対運動に遭い、表明から数えて5年目にやっとオープンにこぎつけた。「熊本戦争」ともいわれた、いわく付きの店である。ダイエーの経営難・グループ再編問題で、当初閉鎖対象に入っていたが辛うじて生き残る。隣接して「グランパレッタ熊本」という複合商業施設を建設し、核テナントとしてシネマコンプレックスのシネプレックス熊本が入っている。2015年（平成27年）9月1日、イオンストア九州に営業権が委譲され「イオン熊本中央店」に屋号を変更した。建物の老朽化を受けて、2025年（令和7年）2月に閉店予定[44]。熊本市電九品寺交差点停留場下車（市電通町筋停留場から健軍町停留場行きの電車に乗って2つ目の停留所）。
- ゆめタウン
熊本市内には国道57号（東バイパス沿い）にゆめタウンが2店舗あるが、双方ともかつては地元企業のニコニコ堂が経営していた。ニコニコ堂の破綻後、イズミが経営を肩代わりした。その関係で他のゆめタウンとは別会社の、株式会社ゆめタウン熊本（同社は2007年（平成19年）2月にニコニコ堂を吸収合併）が運営している。なおJR光の森駅前、熊本市と菊池郡菊陽町との境界に、ゆめタウン光の森（こちらはイズミ本体の運営）があるが、厳密には菊陽町に立地しているため、ここでは述べない。
  - ゆめタウンはません
国道57号と国道266号が交差する熊本市南東部の田井島にオープン。ニコニコ堂時代はクリスタルモールはませんと呼ばれていた。主要なテナントとして紀伊國屋書店、ユニクロ、ヴィレッジ・ヴァンガード、シュープラザ、タリーズコーヒーなど。
近隣の上益城郡嘉島町に同規模クラスのイオンモール熊本が2005年（平成17年）に開業した為、TOHOシネマズはません（9スクリーン・1583席）や、飲食店などが入った別館を新たに建設した。2008年（平成20年）には、敷地内にベスト電器はません店が、2009年（平成21年）には紀伊國屋書店がそれぞれオープンした。
  - ゆめタウンサンピアン
国道57号線・東バイパス沿いの熊本市東部の上南部にオープン。ショッピングセンターオープン以前は「サンピアン」という屋外プールセンターだった。ニコニコ堂時代はサンピアンシティーモールと呼ばれていた。同じイズミのゆめタウン光の森店（菊陽町）に近接しているため、やや煌びやかさには欠けるが、トイザらスやベビーザらスを入店させているという付加価値がある。
- サンリブシティくまなん
平成2丁目・3丁目に位置するショッピングモール。現在[いつ?]、サンリブシティを名乗っているのは、サンリブシティくまなんと、福岡県北九州市にあるサンリブシティ小倉の2ヶ所のみ。くまざわ書店が入居している他、隣接してデオデオがある。最寄り駅は、平成駅。

熊本市に本社を置く、主要卸売・小売・サービス関連企業
| - 堤化学 - 九州東邦（旧鶴原吉井） - 富田薬品 - 古荘本店 - 大劇 - 重光産業 - ヨネザワ | - 21世紀グループ - 中園化学 - サン・クエスト - 日本さわやかグループ - ビューティ花壇 - アスリートクラブ熊本 | - 五木食品 - フタバ - ダスキン熊本 - イマムラオート - メガネの大宝堂 - えがお |

熊本市に本社を置く、その他の主要企業
- カメイホールディングス
- 金龍堂
- 早稲田スクール
- 九州産交運輸

### 金融機関
- ゆうちょ銀行熊本支店（九州全域を管轄）
- 日本政策金融公庫
- 肥後銀行
- 熊本銀行
- 熊本第一信用金庫
- 熊本信用金庫
- 熊本県信用組合
- 熊本中央信用金庫

熊本市に支店がある都市銀行・信託銀行・他県の地方銀行
| - 三菱UFJ銀行 - 三井住友銀行 - みずほ銀行 - りそな銀行 - 三井住友信託銀行 - 熊本支店（旧住友信託銀行） - 熊本中央支店（旧中央三井信託銀行） | - 福岡銀行 - 西日本シティ銀行 - 北九州銀行 - 大分銀行 - 豊和銀行 | - 十八親和銀行 - 長崎銀行 - 宮崎銀行 - 鹿児島銀行 - 南日本銀行 |

※中央銀行である日本銀行の熊本支店もある。

### 証券会社
- 大熊本証券

熊本市に支店がある証券会社
- 野村證券
- みずほ証券
- 大和証券
- 東海東京証券
- SMBC日興証券
- 岡三証券
- 三菱UFJモルガン・スタンレー証券

熊本市に支店がある保険会社
- 富国生命
- 朝日生命

## 情報・通信

### 情報通信業
熊本市に本社を置く、主要情報通信企業
- アルファ・システム

### マスメディア
| - NHK熊本放送局 - 熊本放送 - テレビ熊本 - 熊本県民テレビ - 熊本朝日放送 | - エフエム熊本 - 熊本シティエフエム - 熊本日日新聞 | - 地域経済センター（くまもと経済） - 雇用促進事業会（あつまるくんの求人案内） |

- 朝日新聞熊本総局
- 読売新聞熊本支局
- 毎日新聞熊本支局
- 日本経済新聞熊本支局
- 産経新聞南九州支局
- 西日本新聞熊本総局

### 市内郵便番号
- 市内の郵便番号は以下の通り。
  - 熊本中央郵便局 ：860-00xx、860-08xx、860-85xx、860-86xx、860-87xx
  - 熊本東郵便局 ：862-09xx、862-85xx、862-86xx、862-87xx、861-21xx
  - 小島郵便局 ：861-52xx
  - 川尻郵便局 ：861-41xx
  - 熊本北郵便局（菊陽町に所在） ：861-00xx、861-80xx、861-85xx、861-86xx、861-87xx、861-11xx
  - 河内郵便局 ：861-53xx
  - 北部郵便局 ：861-55xx

### 市外局番
- 南区城南町は0964（20 - 59）（松橋MA）。そのほかの区および地域は096（200 - 399）（熊本MA）。

## 教育機関

### 大学・短期大学
国立
- 熊本大学（通称・熊大）

県立
- 熊本県立大学 （旧 熊本女子大学）

私立
- 熊本学園大学 （旧 熊本商科大学）

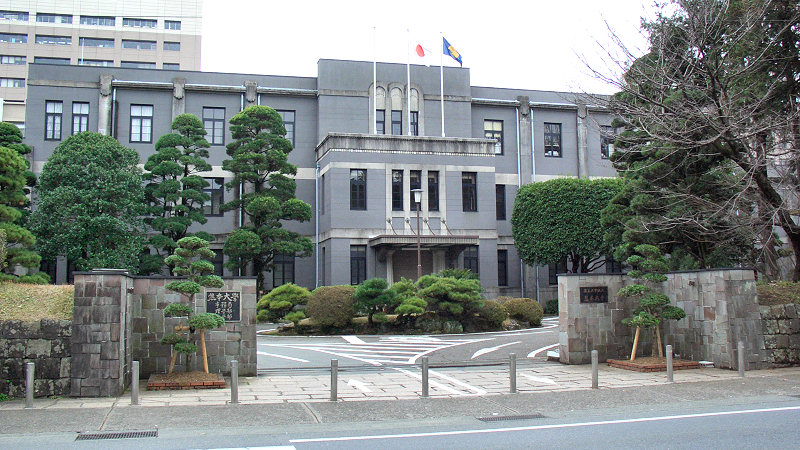
熊本大学

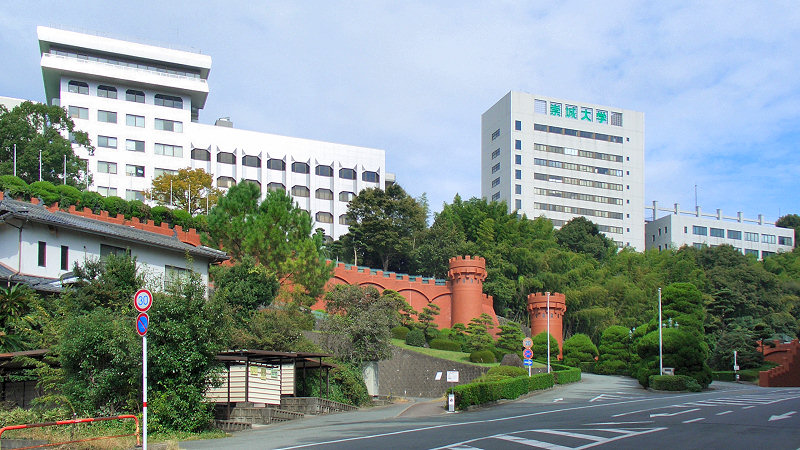
崇城大学

- 東海大学熊本キャンパス（旧 九州東海大学）
- 崇城大学 （旧 熊本工業大学）
- 尚絅大学・尚絅大学短期大学部九品寺キャンパス
- 熊本保健科学大学
- 九州ルーテル学院大学

### 専修学校
公立
- 熊本医療センター附属看護学校
- 熊本市立総合ビジネス専門学校

私立
- 熊本駅前看護リハビリテーション学院
- 熊本総合医療リハビリテーション学院
- 九州技術教育専門学校
- 九州中央リハビリテーション学院
- 西日本リハビリテーション学院
- 熊本YMCA学院
- 熊本看護専門学校

### 高等学校
県立
| - 熊本県立済々黌高等学校 - 熊本県立熊本高等学校（通称・熊高「くまたか」） - 熊本県立第一高等学校 - 熊本県立第二高等学校 - 熊本県立熊本西高等学校（通称・西高「にしこう」） - 熊本県立熊本北高等学校（通称・北高「きたこう」） | - 熊本県立東稜高等学校 - 熊本県立湧心館高等学校（旧 江津高等学校） - 熊本県立熊本商業高等学校（通称・熊商「くましょう」） - 熊本県立熊本工業高等学校（通称・熊工「くまこう」） - 熊本県立熊本農業高等学校（通称・熊農「くまのう」） |

市立
- 熊本市立必由館高等学校（旧 熊本市立高等学校）
- 熊本市立千原台高等学校（旧 熊本市立商業高校）

### 中高一貫校
私立
| - 九州学院中学校・高等学校 - 鎮西中学校・高等学校 - 真和中学校・高等学校 - 開新高等学校（旧 熊本第一工業高校） - 熊本学園大学付属中学校・高等学校（旧 熊本商科大学付属高校） - 東海大学付属熊本星翔高等学校（旧 東海大学第二高校） - 尚絅中学校・高等学校 - 慶誠高等学校（旧 熊本女子高等学校） - 熊本国府高等学校（旧 熊本女子商業高校） - 熊本マリスト学園中学校・高等学校 - ルーテル学院中学校・高等学校（旧 九州女学院高等学校） | - 熊本信愛女学院中学校・高等学校 - 熊本中央高等学校（旧 熊本中央女子高等学校） - 文徳中学校・高等学校（旧 熊本工大高等学校） - 熊本フェイス学院高等学校（旧 熊本フェイス女学院高等学校） - 第一学院高等学校熊本キャンパス - 日本航空高等学校熊本キャンパス - ヒューマンキャンパス高等学校熊本学習センター - 未来高等学校熊本学習センター - 屋久島おおぞら高等学校熊本キャンパス |

### 幼稚園・小学校・中学校
幼稚園・小学校・中学校については各区の記事を参照されたい。
- 中央区
- 東区
- 西区
- 南区
- 北区

### 特別支援学校
国立
- 熊本大学教育学部附属特別支援学校

県立
- 熊本県立盲学校
- 熊本県立熊本聾学校
- 熊本県立熊本支援学校

### 自動車教習所
- 寺原自動車学校
- 中央自動車学校
- 田崎三陽自動車学校
- 上熊本三陽自動車学校
- 熊本ドライビングスクール

## 交通

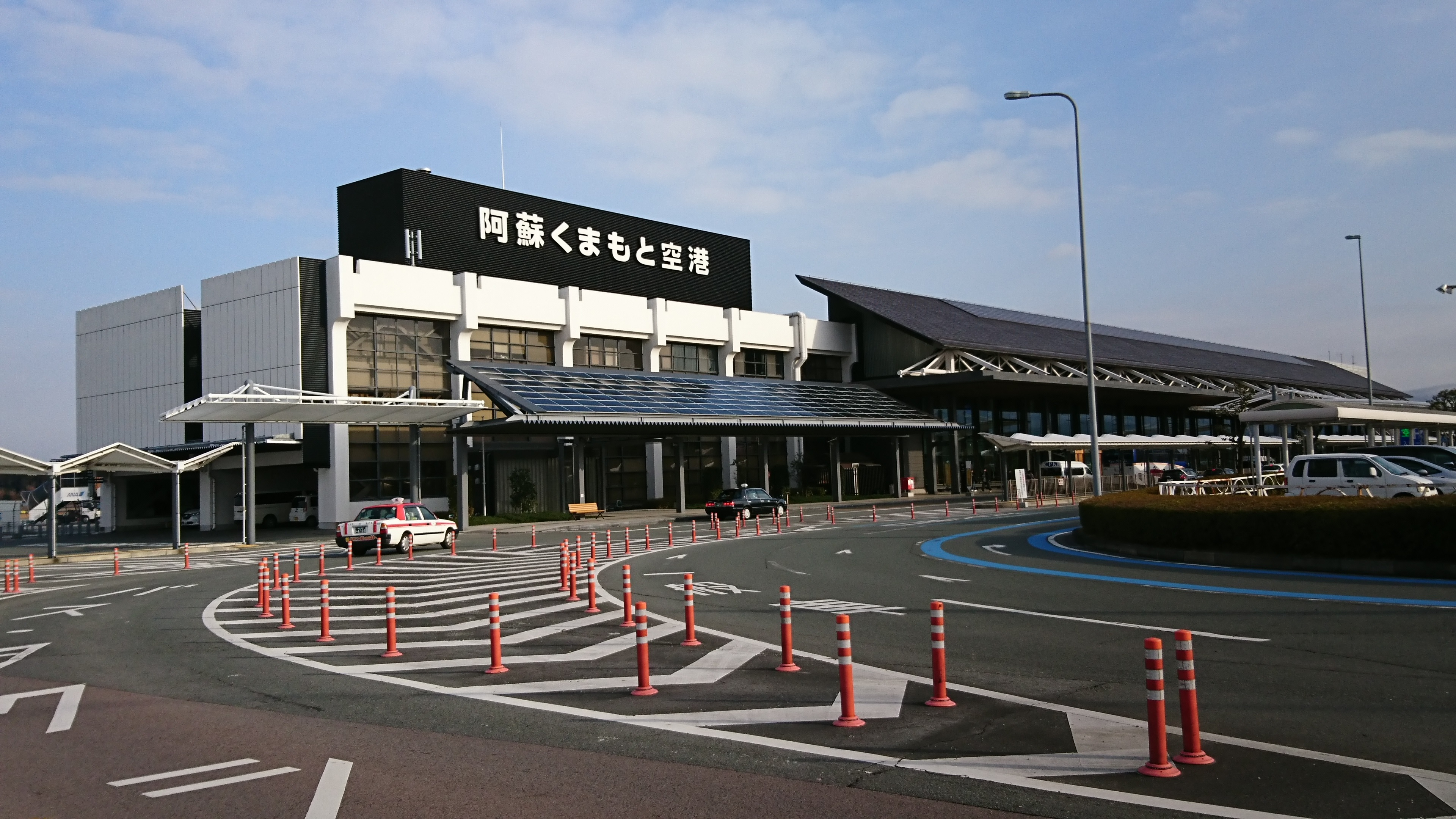
熊本空港
（阿蘇くまもと空港）

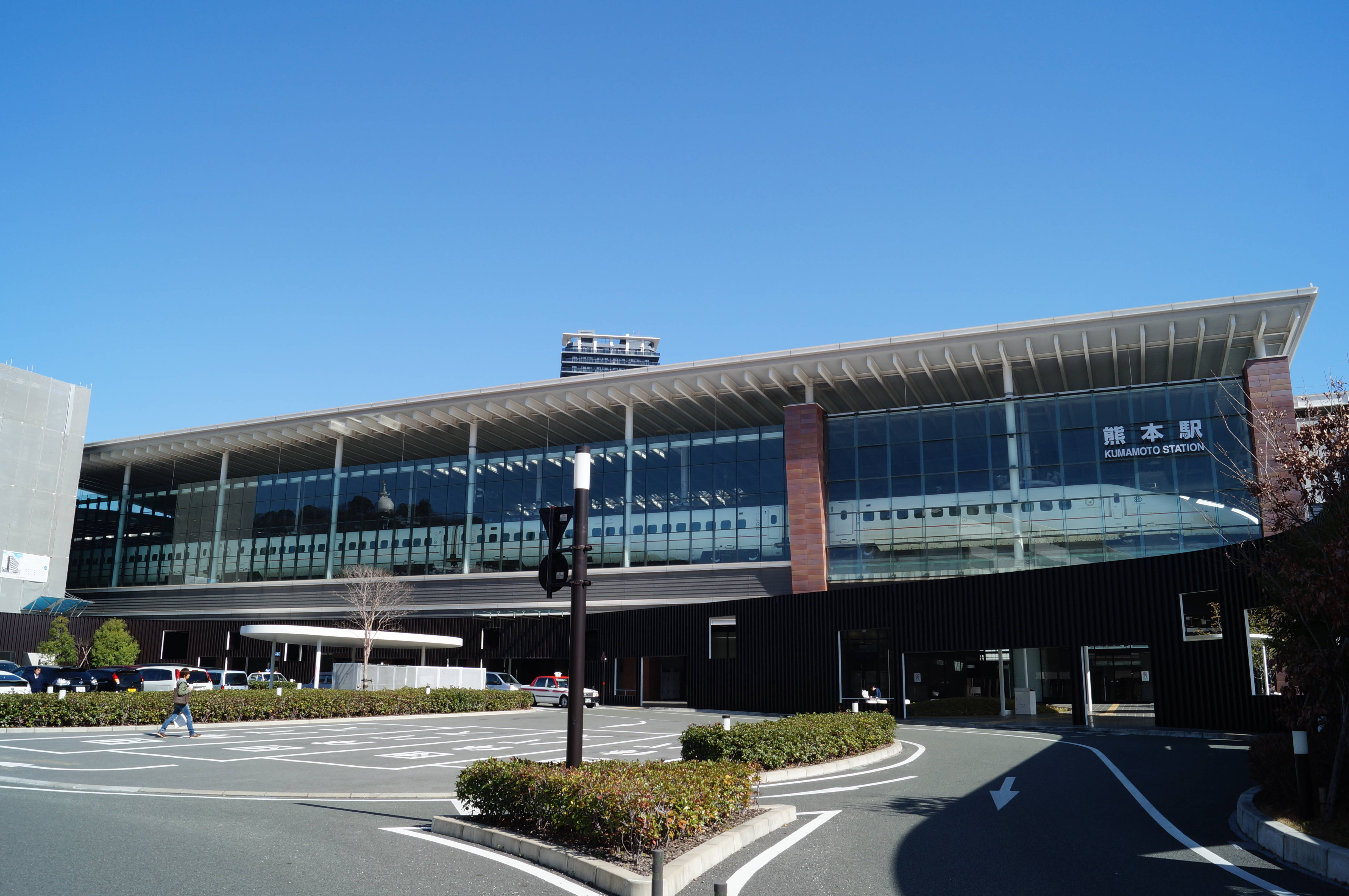
熊本駅新幹線口

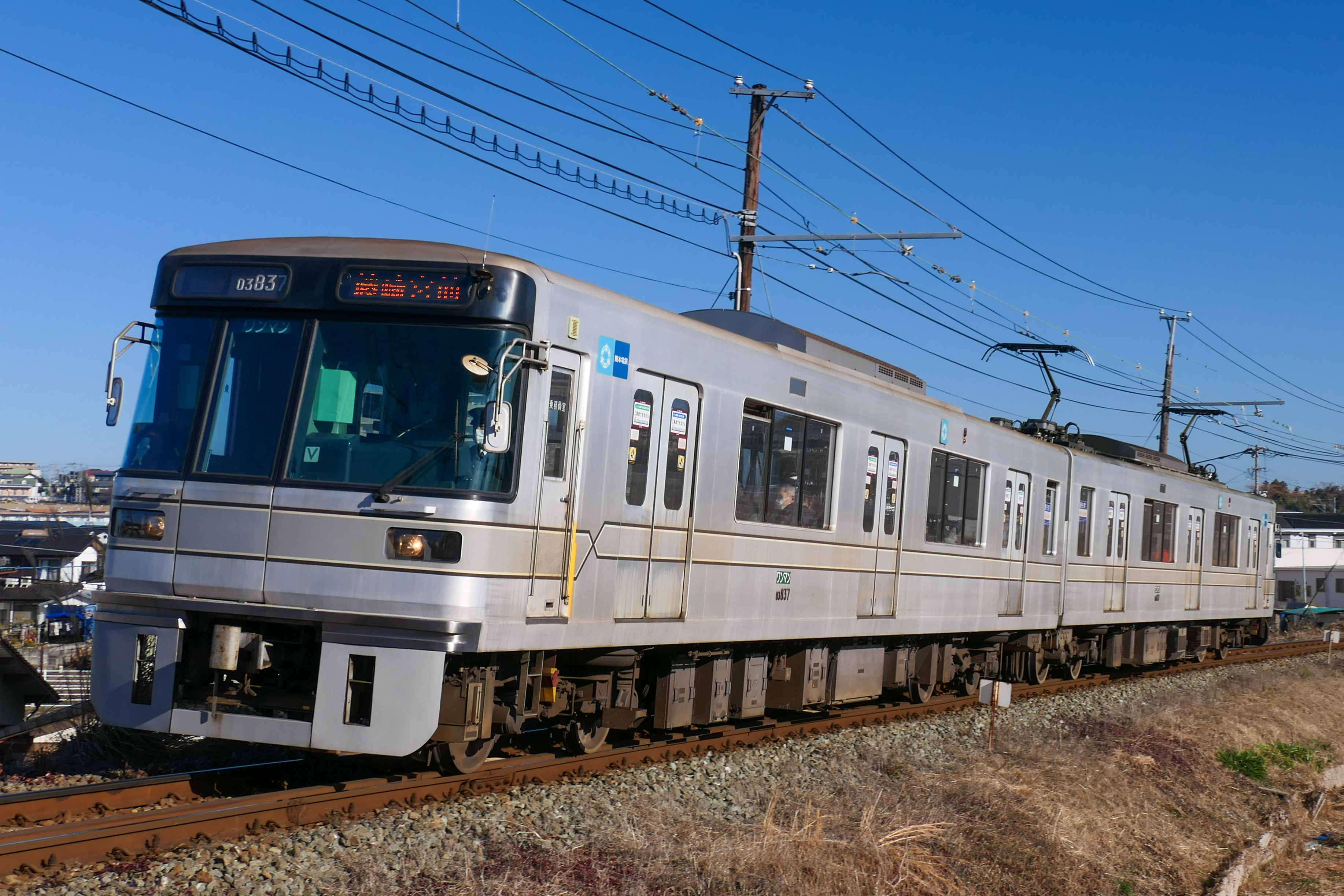
熊本電気鉄道

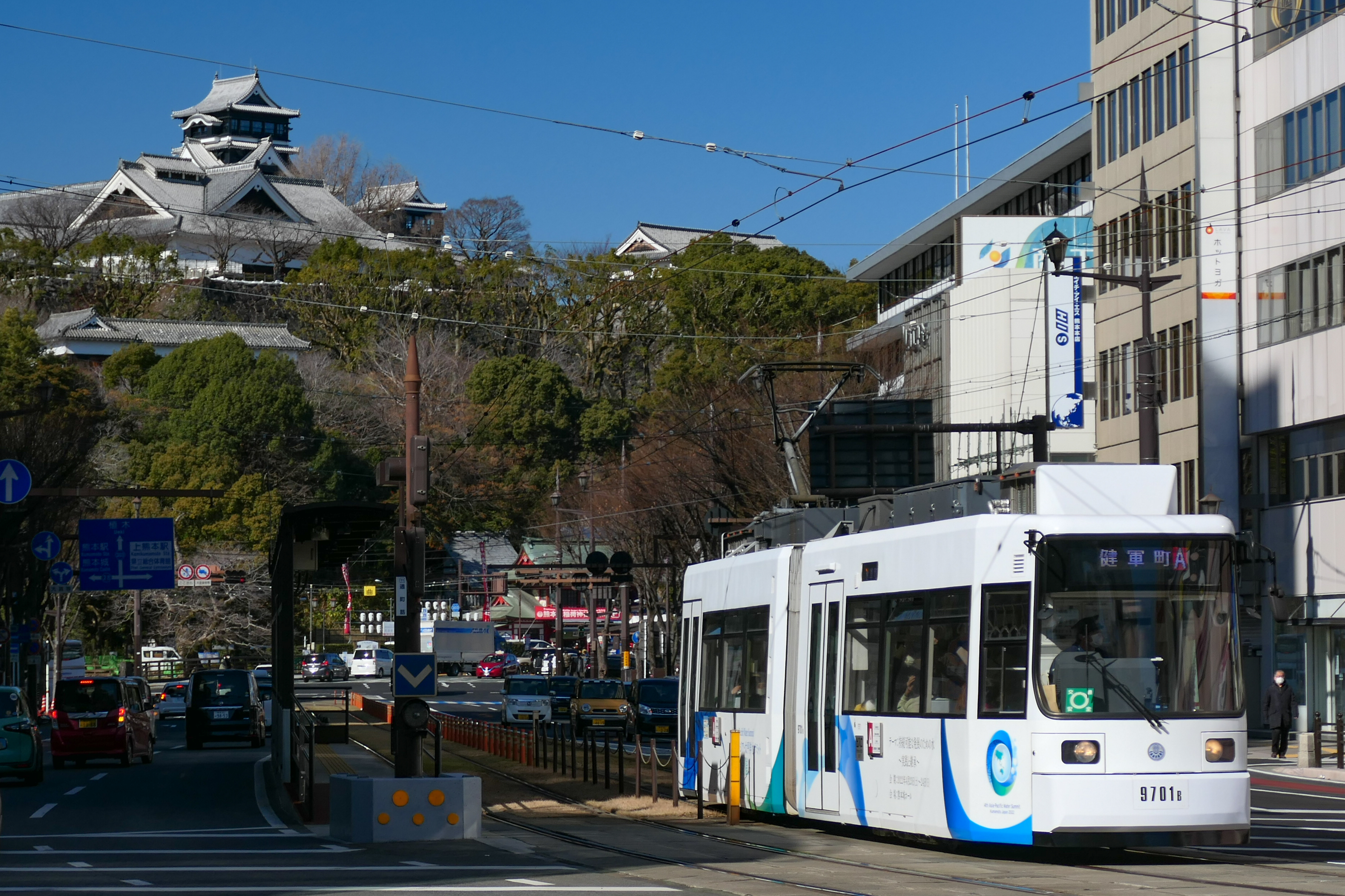
熊本市交通局

中心市街地を九州の大動脈たる国道3号が南北に貫く。
中心市街地の西側を鹿児島本線、九州新幹線が縦貫し、その鹿児島本線の熊本駅から、市街地の南端を迂回して北東方向へ進み、阿蘇・大分方面へ向かう豊肥本線が伸びている。
中心市街地は、熊本駅および北隣の上熊本駅間の線路から東側の一帯と、豊肥本線の沿線周辺に発達している。
また市内交通には、熊本駅および上熊本駅から市中心部と、水前寺成趣園を経て熊本市東部の拠点である健軍に至る熊本市電が走っている。
時間のダイヤも高頻度で運転され、市民の足として定着している。全車冷房、VVVFインバータ車両、超低床電車など日本で最初に導入・達成されたものも多い。
さらに、上通の北側の藤崎宮前駅および上熊本駅から北郊の合志市御代志にいたる熊本電気鉄道も走っている。
「TO熊カード」（ツーユーカード）という各社のバスと熊本市電で共通に使える磁気式のプリペイドカードが発行されているほか、2012年12月1日にJR九州が熊本地区（熊本市内は全駅）に「SUGOCA」を導入した。
2014年3月28日より熊本市電に「でんでんnimoca」が導入され運用開始した。
2015年春にはバス各社に「熊本地域振興ICカード（くまモンのIC CARD）」が導入された。

### 空路

#### 空港
当市内には空港は存在しないものの、熊本県上益城郡益城町にある熊本空港が最寄りとなる。
熊本市内や肥後大津駅から連絡バスが運行されている。1971年3月31日以前は熊本市内に空港があった。

### 鉄道
市の代表となる駅：熊本駅
熊本駅は市街地西南端部に立地している。しかし地域的に市街地西部は自動車への依存度が高い。熊本市の市街地は、東部・北東部方面に人口が集中している為、多くの市民にとっては熊本駅は乗換拠点に過ぎず、都市規模の割には乗降客数はあまり多くなかった（乗車人員:15,098人。2017年度）。また、下通などの市内中心部へは熊本市電（路面電車）やバスでアクセスが可能で、市内移動は中心部を迂回するJRではなく市電とバスが担っている。
その一方、九州新幹線の全線開業や、インバウンド需要の高まり、熊本駅周辺で大規模な都市開発でJRくまもとシティ（アミュプラザくまもと）が誕生するなど集積も進んでいる影響で、市内のJR各駅の利用者数は急激な増加傾向にある。
特に新興住宅地「光の森」として発展を続ける市北東部に位置する光の森駅（ただし、駅は熊本市と菊陽町の境界にまたがる）や、中心市街地に近く市電との乗り換えが可能な新水前寺駅を利用する人が多く、新水前寺駅の乗車人員数は4,000人を超え、熊本市内の駅では熊本駅に次いで利用客が多い。
九州旅客鉄道（JR九州）
 九州新幹線
- 熊本駅

■鹿児島本線
- 田原坂駅 - 植木駅 - 西里駅 - 崇城大学前駅 - 上熊本駅 - 熊本駅 - 西熊本駅 - 川尻駅 - 富合駅

■豊肥本線
- 熊本駅 - 平成駅 - 南熊本駅 - 新水前寺駅 - 水前寺駅 - 東海学園前駅 - 竜田口駅 - 武蔵塚駅 - 光の森駅

熊本電気鉄道（熊電）
■菊池線
- 上熊本駅 - 韓々坂駅 - 池田駅 - 打越駅 - 坪井川公園駅 - 北熊本駅 - 亀井駅 - 八景水谷駅 - 堀川駅

■藤崎線
- 北熊本駅 - 黒髪町駅 - 藤崎宮前駅

熊本市交通局（熊本市電）
■A系統
- 田崎橋停留場 - 二本木口停留場 - 熊本駅前停留場 - 祇園橋停留場 - 呉服町停留場 - 河原町停留場 - 慶徳校前停留場 - 辛島町停留場 - 花畑町停留場 - 熊本城・市役所前停留場 - 通町筋停留場 - 水道町停留場 - 九品寺交差点停留場 - 交通局前停留場 - 味噌天神前停留場 - 新水前寺駅前停留場 - 国府停留場 - 水前寺公園停留場 - 市立体育館前停留場 - 商業高校前停留場 - 八丁馬場停留場 - 神水交差点停留場 - 健軍校前停留場 - 動植物園入口停留場 - 健軍交番前停留場 - 健軍町停留場

■B系統
- 上熊本駅前停留場 - 県立体育館前停留場 - 本妙寺入口停留場 - 杉塘停留場 - 段山町停留場 - 蔚山町停留場 - 新町停留場 - 洗馬橋停留場 - 西辛島町停留場 - 辛島町停留場 - 花畑町停留場 - 熊本城・市役所前停留場 - 通町筋停留場 - 水道町停留場 - 九品寺交差点停留場 - 交通局前停留場 - 味噌天神前停留場 - 新水前寺駅前停留場 - 国府停留場 - 水前寺公園停留場 - 市立体育館前停留場 - 商業高校前停留場 - 八丁馬場停留場 - 神水交差点停留場 - 健軍校前停留場 - 動植物園入口停留場 - 健軍交番前停留場 - 健軍町停留場

### バス

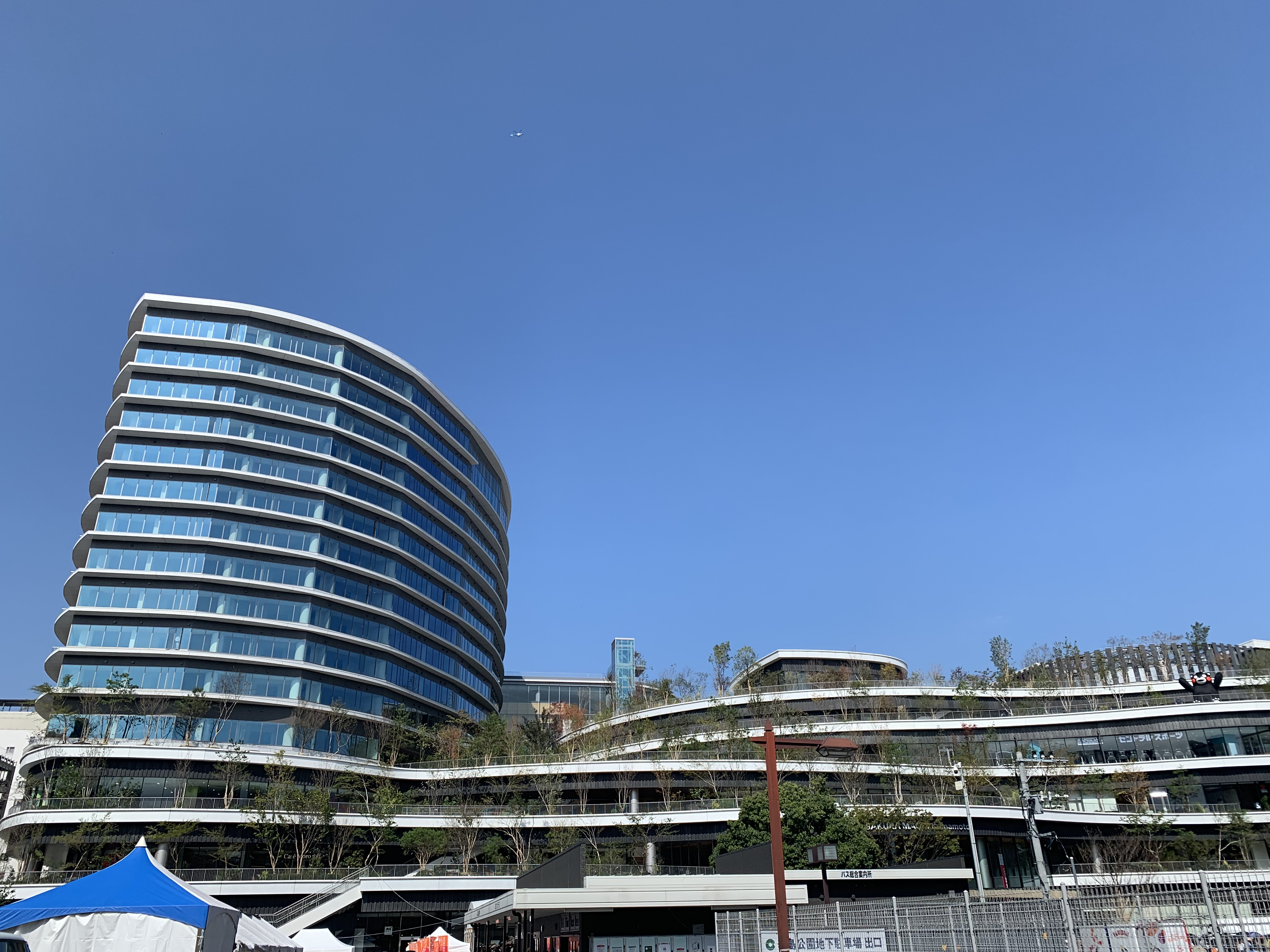
熊本桜町バスターミナル
（旧熊本交通センター）

熊本市の中心部にある日本最大規模のバスターミナル、熊本桜町バスターミナルを中心に路線網が展開されている。九州では唯一のオムニバスタウン指定を受けており、ノンステップバス導入を中心としたバス交通環境の整備を進めているが、他事業者からの中古車の購入、また熊本県内の最有力バス事業者である九州産業交通が経営悪化により産業再生機構の支援を受け、また熊本電鉄も経営難に陥るなど、厳しい状況も見られる。

また、熊本市特有の施策として右折するバスの車線変更に伴う交通渋滞を回避する目的で、一番左側の車線から右折する為のバスレーンを設けている交差点が1970年代より数箇所設けられている

#### 路線バス
下記4社により運行されている。
- 熊本都市バス - 熊本市交通局（熊本市営バス）を民営化するにあたっての受け皿として設立された会社で、2009年4月1日から2015年4月1日にかけて同局の全路線を順次譲り受けた。
  - 運行エリア：市内中心部、水前寺・帯山・長嶺方面、上熊本・島崎方面、南熊本方面など
- 九州産交バス - 一部路線は子会社である「産交バス」による運行。九州産交バス、産交バスともに、通称は「産交バス」。
  - 運行エリア：主に植木・北部方面、龍田・楠・武蔵ヶ丘・大津方面、託麻方面、健軍・益城方面、田崎・小島・河内・飽田・天明方面、川尻・富合方面など
- 熊本電気鉄道 - 通称は電鉄バス。
  - 運行エリア：清水・楠・武蔵ヶ丘方面など
- 熊本バス
  - 運行エリア：南熊本・田迎・城南・江津方面など

1996年（平成8年）以降、熊本都市圏内共通で系統番号を振ったり、2010年（平成22年）以降熊本バスを除く各社で一日乗車券を共通化するなど、会社間の垣根を越えた取り組みも行われている。
かつては熊本市営バスがあったが、上記のように熊本都市バスに路線を移譲したため、2015年3月31日限りで廃止となった。

#### 都市間バス
九州産交バスなどを主体に、福岡市、北九州市、長崎市、大分市、宮崎市、鹿児島市など多数の都市を結んでいる。熊本市内の停車地は路線や便により異なるが、桜町バスターミナルにはどの路線も停車する。
| 愛称名           | 運行会社                         | 運行区間 | 昼/夜行 |
| ---------------- | -------------------------------- | --- | ------- |
| サンライズ号     | 九州産交バス 近鉄バス            | 京都市・大阪市（天王寺・難波・梅田）・神戸市（三宮） - 熊本市                                                                          | 夜行    |
| あそ☆くま号      | 九州産交バス 近鉄バス            | 京都市・大阪市（天王寺・難波・梅田） - 熊本市                                                                                          | 夜行    |
| ひのくに号       | 九州産交バス 西日本鉄道          | 福岡市 - 合志市 - 熊本市 福岡市 - 基山町 - 八女市 - 合志市 - 熊本市 福岡空港 - 筑紫野市 - 基山町 - 八女市 - みやま市 - 合志市 - 熊本市 | 昼行    |
| りんどう号       | 九州産交バス 長崎県交通局        | 長崎市 - 熊本市 | 昼行    |
| さいかい号       | 九州産交バス                     | 佐世保市 - 熊本市 | 昼行    |
| [特急]やまびこ号 | 九州産交バス 大分バス            | 大分市 - 竹田市 - 阿蘇市 - 大津町 - 阿蘇くまもと空港 - 熊本市                                                                          | 昼行    |
| 九州横断バス     | 九州産交バス                     | 別府市 - 由布院温泉 - 九重町 - 黒川温泉 - 南小国町 - 阿蘇市 - 大津町 - 阿蘇くまもと空港 - 熊本市                                       | 昼行    |
| [特急]たかちほ号 | 九州産交バス 宮崎交通            | 延岡市 - 日之影町 - 高千穂町 - 五ヶ瀬町 - 山都町 - 高森町 - 南阿蘇村 - 阿蘇くまもと空港 - 熊本市                                       | 昼行    |
| なんぷう号       | 九州産交バス 宮崎交通            | 宮崎市 - 都城市 - 小林市 - えびの市 - 人吉市 - 熊本市                                                                                  | 昼行    |
| きりしま号       | 九州産交バス 鹿児島交通 南国交通 | 鹿児島市 - 人吉市 - 八代市 - 熊本市 | 昼行    |
| [快速]たかもり号 | 産交バス                         | 高森町 - 南阿蘇村 - 西原村 - 阿蘇くまもと空港 - 益城町 - 熊本市                                                                        | 昼行    |
| [快速]あまくさ号 | 産交バス                         | 天草市 - 上天草市 - 宇城市 - 宇土市 - 熊本市                                                                                           | 昼行    |

### 道路

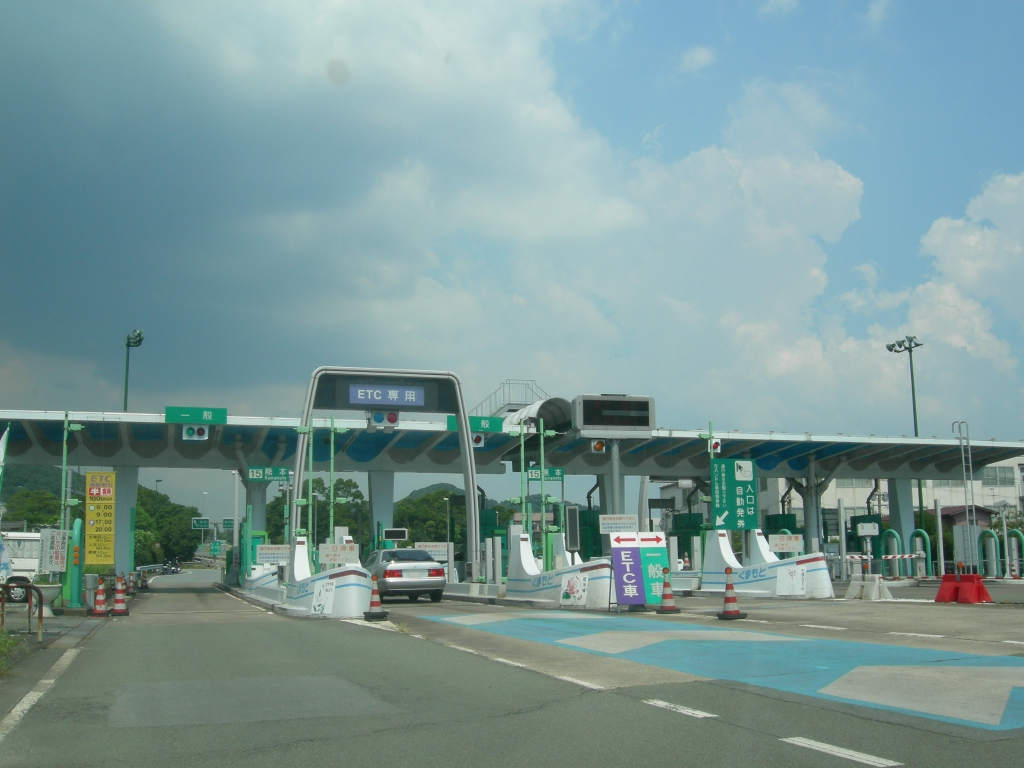
熊本IC

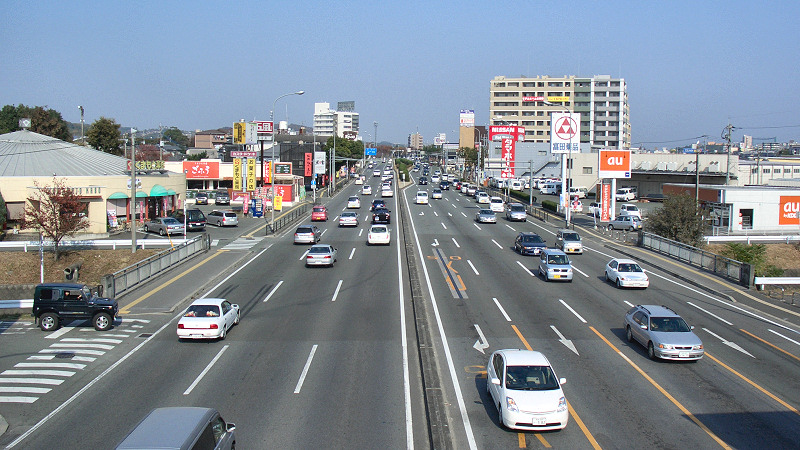
市東部郊外の国道57号東バイパス

#### 高速道路
- 九州自動車道
  - （門司方面）- 植木IC - 北熊本スマートIC - 北熊本SA - （合志市 - 菊陽町） - 武蔵ヶ丘BS - 熊本IC - 託麻PA - （益城町 - 嘉島町 - 御船町 - 甲佐町）- 緑川PA - 城南BS - （鹿児島方面）

#### 国道
- 国道3号
- 国道57号
- 国道208号
- 国道218号
- 国道219号
- 国道266号
- 国道387号
- 国道443号
- 国道445号
- 国道501号

#### 県道
主要地方道
| - 熊本県道1号熊本玉名線 - 福岡県道・熊本県道3号大牟田植木線 - 熊本県道22号熊本停車場線 - 熊本県道28号熊本高森線 - 熊本県道30号大津植木線 | - 熊本県道31号熊本田原坂線 - 熊本県道32号小川嘉島線 - 熊本県道36号熊本益城大津線（通称 第二空港線） - 熊本県道37号熊本菊鹿線 - 熊本県道38号宇土甲佐線 | - 熊本県道49号熊本大津線 - 熊本県道50号熊本嘉島線 - 熊本県道51号熊本港線 - 熊本県道53号植木インター菊池線 - 熊本県道55号山鹿植木線 |

一般県道
| - 熊本県道101号植木河内港線 - 熊本県道103号熊本空港線 - 熊本県道104号熊本浜線 - 熊本県道113号玉名植木線 - 熊本県道119号植木山鹿線 - 熊本県道145号瀬田熊本線 - 熊本県道182号田迎木原線 - 熊本県道198号田底鹿本線 - 熊本県道199号南田島豊田線 - 熊本県道207号瀬田竜田線 | - 熊本県道226号六嘉秋津新町線 - 熊本県道227号並建熊本線 - 熊本県道228号戸島熊本線 - 熊本県道229号畠口川尻停車場線 - 熊本県道231号託麻北部線 - 熊本県道232号小池竜田線 - 熊本県道233号海路口小島線 - 熊本県道234号天明川尻線 - 熊本県道235号益城菊陽線 - 熊本県道236号神水川尻線 | - 熊本県道237号小島新町線 - 熊本県道240号今吉野甲佐線 - 熊本県道241号千町廻江線 - 熊本県道242号走潟廻江線 - 熊本県道297号川尻宇土線 - 熊本県道303号四方寄熊本線 - 熊本県道316号住吉熊本線 - 熊本県道332号小天下硯川線 - 熊本県道337号熊本菊陽線 |

### 道の駅
- 道の駅すいかの里 植木

### 航路

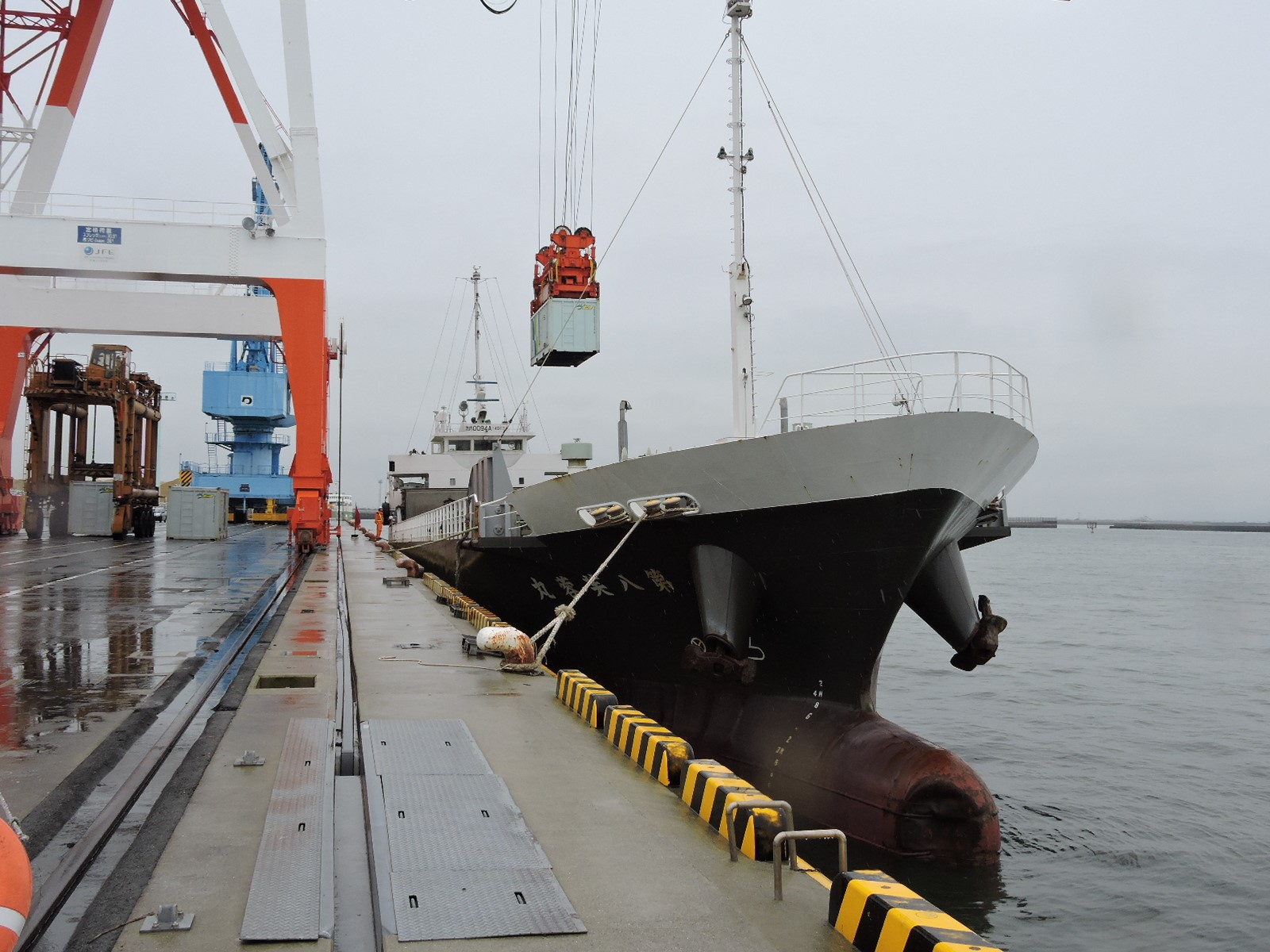
熊本港

#### 港湾
- 熊本港
- 百貫港
- 河内港

フェリー航路
- 九州商船 : フェリー：熊本市 - 島原市（島原外港）
- 熊本フェリー : フェリー：熊本市 - 島原市（島原外港）
- 高麗海運 : 貨物船：熊本市 - 大韓民国釜山市（釜山港）

## 観光

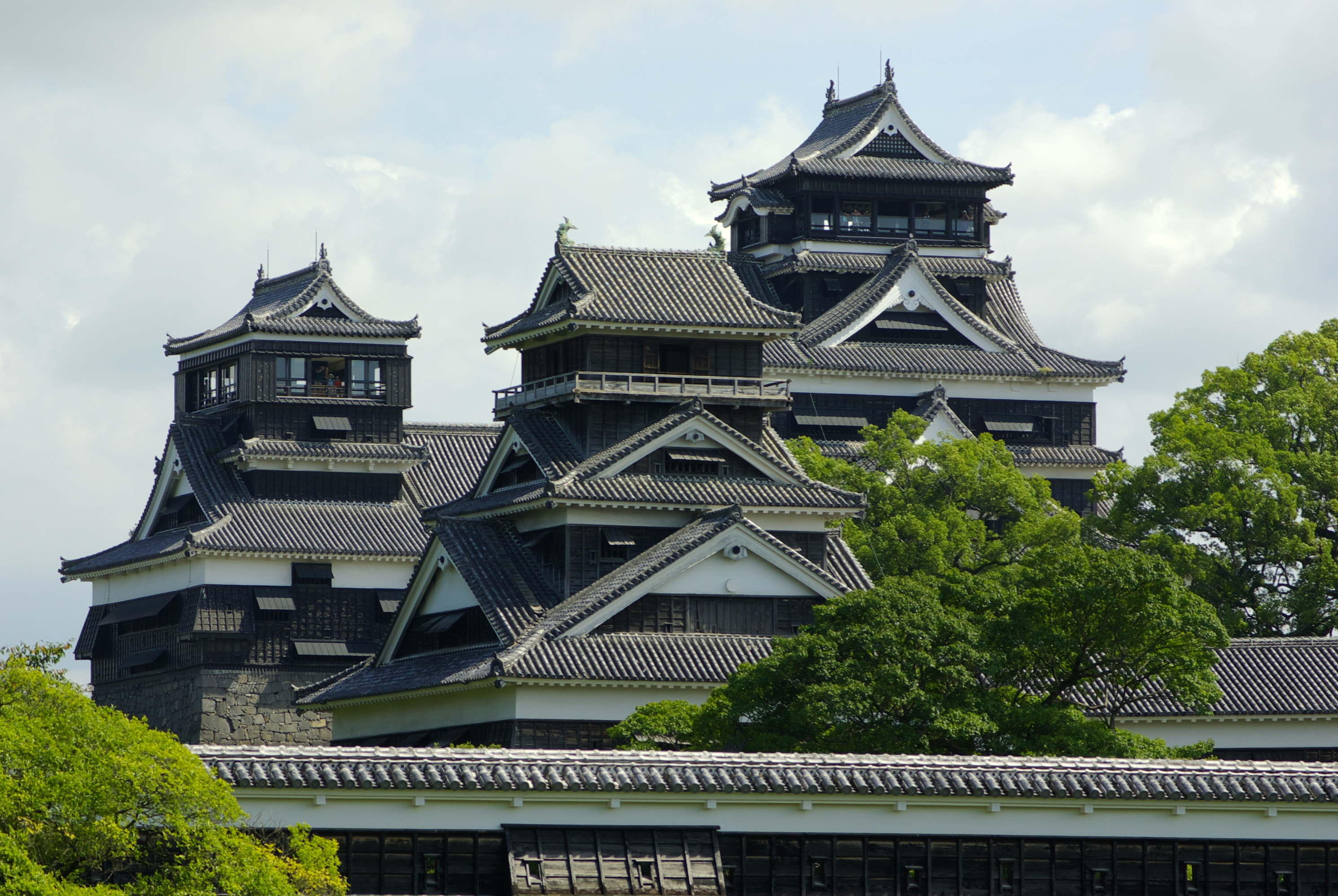
熊本城

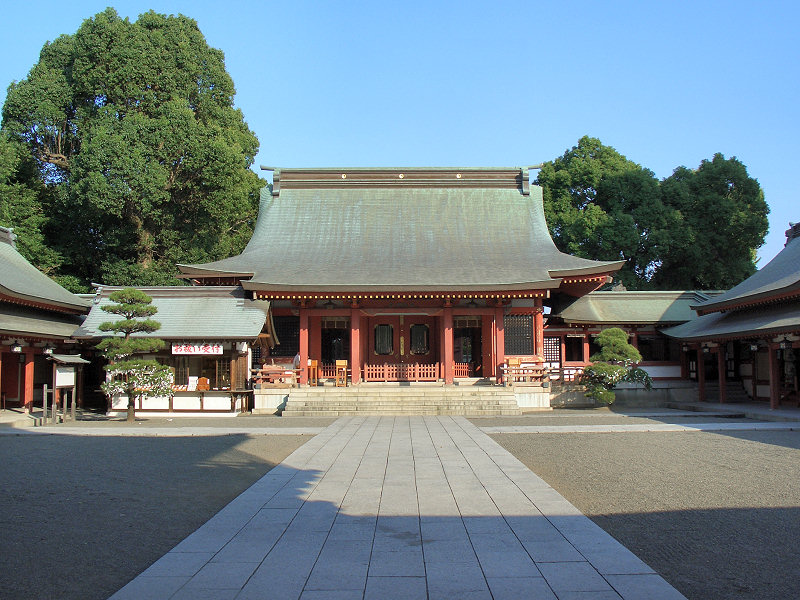
藤崎八旛宮

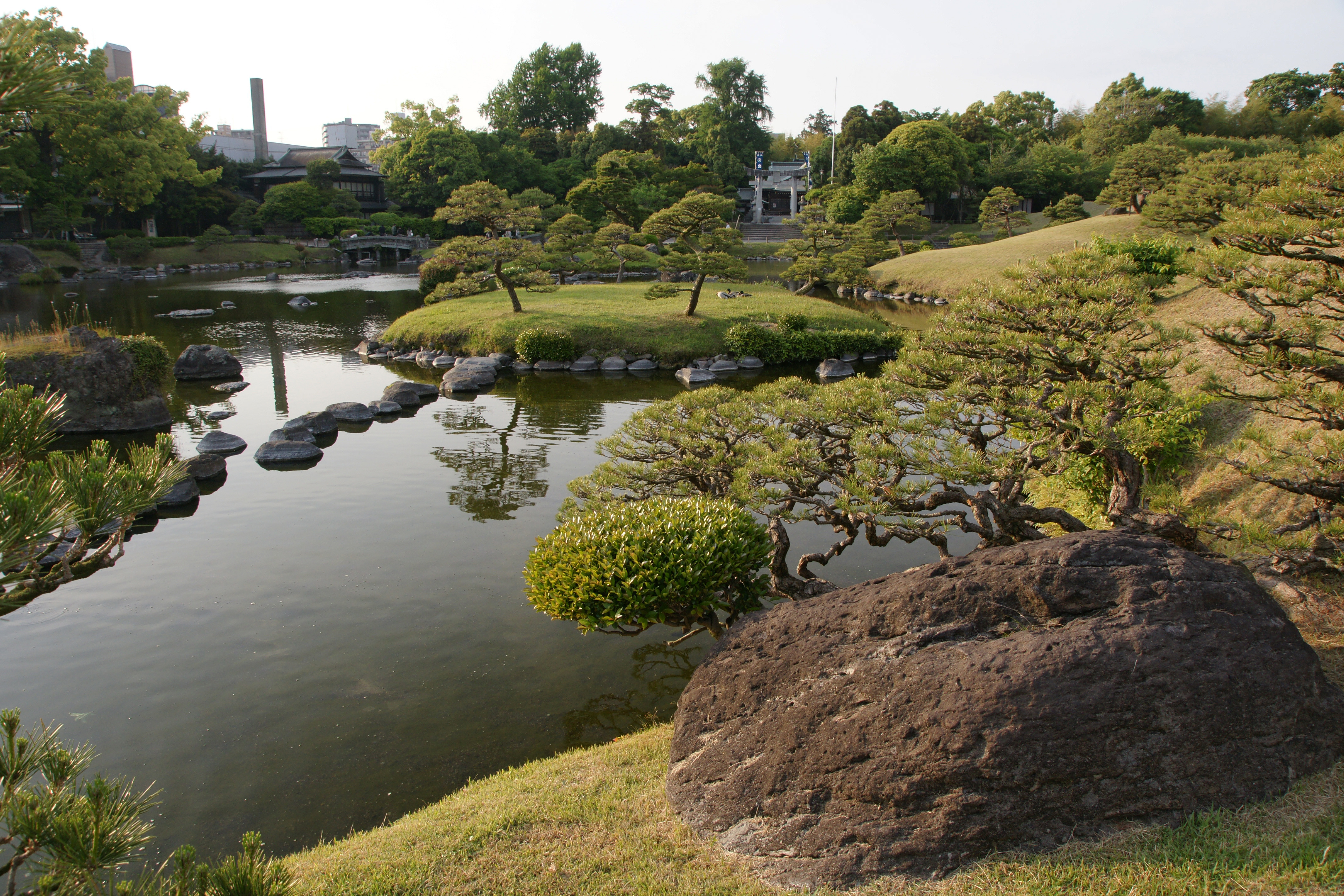
水前寺成趣園

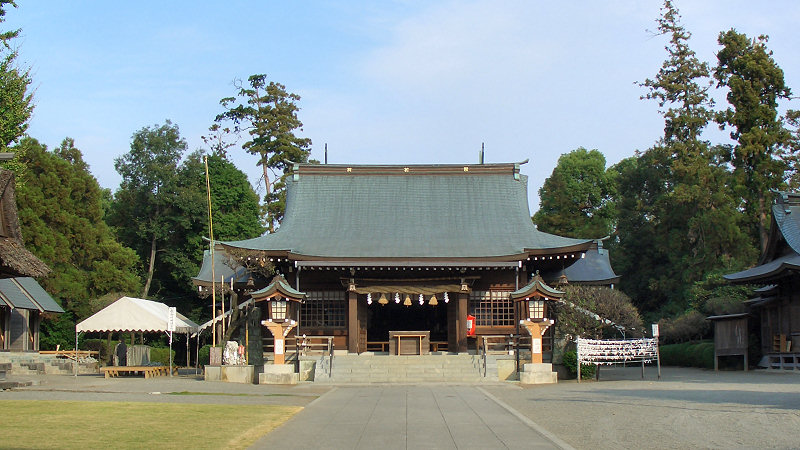
健軍神社

### 名所・旧跡

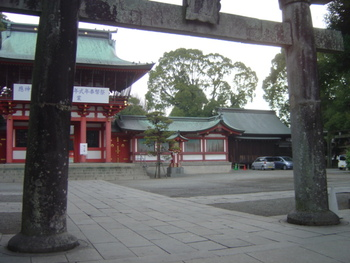
藤崎宮本殿

主な城郭
- 熊本城
  - 桜の馬場 城彩苑
  - 加藤神社
  - 監物台樹木園
  - 熊本県立美術館
  - 熊本市立熊本博物館
自然、人文の両部門に理工学部門とプラネタリウムを併設した総合博物館。地質、生物、理工科学、考古、歴史、民俗に関する資料を収蔵し展示している。
  - 熊本県伝統工芸館
  - 旧細川刑部邸
細川藩主一門で重臣の長岡刑部家の下屋敷を移築保存したもの。
  - 藤崎台県営野球場（リブワーク藤崎台球場）
- 雁回山（木原山）
南区富合町。源為朝（鎮西八郎）が城を設けた。
  - 木原不動尊（長寿寺）
  - 六殿神社

主な寺院
- 雲巌禅寺
金峰山の西麓にある曹洞宗の寺。宮本武蔵は裏山にある霊巌洞にこもって兵法書「五輪書」を著した。雲巌禅寺から霊巌洞に至る岩山を削った細道には、五百羅漢が安置されている。
- 本妙寺
加藤家の菩提寺で日蓮宗の名刹。加藤清正の命日である7月23日に、頓写会（とんしゃえ）が行われ、その日は明け方近くまで多くの参詣者で賑わう。山門は小林徳一郎の寄進。
- 大慈禅寺
曹洞宗の開祖である道元の高弟で順徳天皇の皇子である、寒巌義尹禅師によって開山された曹洞宗の名刹。寒巌義尹文書四幅や梵鐘といった、国の重要文化財に指定されている貴重な寺宝が保管されている。境内には種田山頭火の句碑も建てられている。

主な神社
- 藤崎八旛宮（藤崎宮）
市内最大の伝統行事藤崎八旛宮秋季例大祭が催される。敬老の日（9月第3月曜日）の最終日に行われる「随兵」行列と「飾り馬」の奉納で有名。

- 藤崎宮本殿

- 桜山神社
1876年（明治9年）に熊本で起こった神風連の変で敗れた太田黒伴雄ら志士たちを祀る神社。境内に神風連資料館がある。
- 新開大神宮
- 健軍神社…阿蘇四社の1つで、熊本市最古の神社。

主な史跡
- 夏目漱石内坪井旧居
- 塚原古墳群
熊本県下最大の古墳群であり、塚原古墳公園として整備されている。真下を九州自動車道が通過しているが、これは文化財保護と公共事業を両立させるための策である。国指定の史跡。
  - 熊本市塚原歴史民俗資料館

塚原古墳公園内に位置する博物館でもとは旧城南町の施設。塚原古墳群のガイダンス的役割を担う。
- 御領貝塚
南区城南町。熊本平野南縁部の標高20メートルの丘陵上に位置する、九州最大級の貝塚である。貝種は98パーセント以上がシジミである。本遺跡出土の土器は「御領式」と呼ばれ、縄文時代後期の標式土器の一つである。土器のほか、石器、骨角器、抜歯痕のある人骨などが出土している。1970年3月9日、国の史跡に指定された[46]
- 田原坂
西南戦争の古戦場でありツツジや桜の名所としても知られている。国指定の史跡。
- 四時軒
勝海舟が西郷隆盛と並び賞した幕末の偉人、横井小楠が営んだ私塾。現在は[いつ?]横井小楠記念館付属の建築物という形で保存され、小楠に関する資料のほか、勝や西郷、吉田松陰など小楠にゆかりのある人物たちの書も展示されている。坂本龍馬は小楠をここに訪ねて教えを受けている。

### 観光スポット
- 北岡自然公園
花岡山の麓、細川家の菩提寺・妙解寺跡にある公園。明治4年の廃藩置県後には細川藩主家の本邸（北岡邸）が置かれた。熊本県の重要文化財に指定されている細川家の霊廟があり、文豪・森鷗外の小説のモデルとなった阿部一族の墓もある。園内には、枯山水庭園やバラ園があり市民の憩いの場として親しまれている。
- 島田美術館
熊本の武人文化に関する歴史資料や古美術品を収蔵している美術館。特に細川家の客将で剣豪の宮本武蔵ゆかりの武具、遺品、書画などを展示する常設展示が充実している。
- 釣耕園・叢桂園
釣耕園は、細川綱利が作った「お茶屋」と呼ばれる別荘の1つ。庭園は飛石を配した広い池に山渓を取り入れたもので、4月下旬から5月上旬ごろには、しゃくなげが花をつける。庭園の奥には熊本出身の政治家・安達謙蔵が建てた三賢堂がある。釣耕園の下手にある叢桂園は、熊本藩医・村井家の4代目村井蕉雪 (1769-1841) が隠居後暮らした別荘で、石田別業とも呼ばれた[47]。釣耕園の水を引き曲水をつくり、その下手に中国の洞庭湖に模した池を設けた。その北には簡素な茶室がある。頼山陽などの文人が訪れた。
- 百梅園
熊本藩士で学者の兼坂止水が私塾を開き、梅を植えた場所で、観梅の名所となっている[48]。
- 金峰山
本妙寺の背後にそびえる山。山頂からは熊本平野、阿蘇山、有明海、島原半島、天草諸島などを一望に見渡せる。
- 小萩園　
金峰山県立公園内にあり、春には63種類、約300本の桜が咲く桜の名所。開花時期の3月下旬から4月上旬ごろは、全国から取り寄せられた、八重の黄桜、薄紅の天の川、淡紅色の二度桜など、珍しい品種の桜を鑑賞できる。
- 熊本市現代美術館
熊本の中心市街地の複合ビル「びぷれす熊日会館」内にある都市型美術館。企画展示を行うメインの展示ギャラリーのほか、井手宣通ギャラリー、美術図書室でもあるホームギャラリー、メディアギャラリー、キッズファクトリーなどの施設がある。また、展示室だけが美術を鑑賞する場所ではないという観点から、国際的に活躍するジェイムズ・タレル、マリーナ・アブラモヴィッチ、草間彌生、宮島達男による作品が様々な場所に配置され、訪れる人々にアート体験を提供している。
- 立田自然公園
立田山の麓の森に囲まれた自然公園。細川家の菩提寺・泰勝寺の跡地で、細川家の私邸が隣接する。園内には近世細川家初代幽斎（藤孝）夫妻と二代細川忠興・ガラシャ夫妻の四つ御廟をはじめ、藩主や歴代住職の墓がある。
- 五高記念館
旧制第五高等学校の本館だった洋風2階建赤レンガ造りの建物。熊本大学の構内にある。当時の風景や教授陣の写真、歴代校長の肖像画・肖像写真、開校10周年記念式の夏目漱石の祝辞などが展示されている。旧制第一高等学校に見立てて、NHKスペシャルドラマ『坂の上の雲』のロケが行われた。
- 熊本国際民藝館
- 武蔵塚公園
宮本武蔵が眠る武蔵塚につくられた公園。
- 水前寺成趣園
細川綱利が造営した桃山式回遊庭園。東海道五十三次を模したといわれる。細川幽斎が八条宮智仁親王に古今伝授を行った、古今伝授の間が移築されている。
- 江津湖
貴重な植物のスイゼンジノリが上江津湖にみられる。
- 熊本市動植物園
- 水前寺江津湖公園
江津湖湖畔に整備された公園で湧水地が見られる。
- 塚原古墳公園
国指定史跡「塚原古墳群」を中心とした古墳公園。
- フードパル熊本
- 熊本競輪場

### 百選
- 水の郷百選： 水と緑のまち・くまもと
- 日本さくら名所100選： 熊本城

## 文化・名物

### 発祥
- ふりかけ発祥の地
- 日本赤十字社発祥の地
- 日本におけるスクランブル交差点発祥の地（子飼橋交差点）

### 音楽
- 熊本交響楽団（日本アマチュアオーケストラ連盟加盟）
- 熊本ユースシンフォニーオーケストラ（日本アマチュアオーケストラ連盟加盟）
- 熊本金管アンサンブル
- 熊本ウインドオーケストラ
- 熊本市民吹奏楽団
- 陸上自衛隊西部方面音楽隊
- 陸上自衛隊第8音楽隊

### ファッション
熊本市は、国内外の有名ブランドが全国に先駆けて出店するなどファッション感度の高い街としても知られ、繁華街に軒を連ねる大型商業施設、西日本有数の規模を持つ市内中心部の大型商店街である上通や下通などは、多くの若者たちで終日賑わっている。
特に1980年代以降、熊本パルコ開店、ブレイズやベイブルックなど熊本発セレクトショップやシャワー通の成功、ポール・スミスやビームス、ジョルジオ・アルマーニ、ジャンフランコ・フェレなどのショップが全国に先駆けて出店したことなどにより、ファッションタウンとしての側面が認知され、県内だけでなく広く九州各地から集客するようになった。九州新幹線開業に向けさらに出店が活発化しており、2008年（平成20年）10月にはAuneが、2010年（平成22年）11月にはスペインのファッションブランドZARA熊本店がオープンしている。
ファッションストリート
- 上通（上通並木坂、オークス通、上之裏通）
- 下通
- シャワー通

### テストマーケティング
マクドナルド
熊本地区店舗では、しばしば新商品の試験販売（テストマーケティング）を行っており、マック・フルーリーやクォーターパウンダーなどは全国に先駆けて販売されている。また、マクドナルドの九州初出店は熊本市である（1975年〈昭和50年〉、下通の熊本大洋店）。

### 名産・特産
郷土料理・食品
- 太平燕
  - 読みは「タイピーエン」。中華料理の一種。戦前に華僑によって伝えられたとされる。小学校の給食にもよく出される。熊本都市圏以外ではあまり知られていなかったが、近年[いつ?]、全国的に知名度が高まりつつある。
- 熊本ラーメン
  - 濃厚白濁で、ニンニクのきいた香ばしい豚骨スープである。一般的には煮卵やキクラゲ、海苔などを乗せる。博多ラーメンのように紅ショウガや白胡麻は乗せず、替え玉の習慣もない。
- 馬刺し
- 辛子蓮根
  - レンコンの穴に辛子味噌を詰め、ウコンで色づけした衣をつけて揚げたもの。江戸時代、藩主細川忠利の滋養のために考案された。
- 一文字グルグル
  - 一般的には「一文字のぐるぐる」と呼ばれる。ワケギをくるくる巻いたものを酢味噌で食べる。
- 納豆
  - 西日本では、東日本に比べて納豆の1人当たりの消費量は少ない傾向にあるが、熊本市では東日本並みの消費量がある。
- 御飯の友（株式会社フタバ・ふりかけ）
  - 熊本市の株式会社フタバが製造販売している。全国ふりかけ協会が公認するふりかけのルーツ[53]。
- 山うに豆腐
  - 豆腐の味噌漬け、珍味。
- しゃこ（しゃく）
- 米焼酎
- 赤酒
- いきなり団子
  - 小麦粉の皮にさつまいもと餡をくるんで蒸したおやつ。近年[いつ?]、全国的にも知られるようになってきた。
- 朝鮮飴
  - 老舗「園田屋」が有名。加藤清正が朝鮮の役の際、陣中食とした。
- 誉の陣太鼓（お菓子の香梅・和菓子）
  - 熊本地区で長く親しまれている菓子。全国菓子大博覧会「名誉総裁賞」受賞。
- 本丸 （お菓子の香梅・和菓子）
  - 餡入り求肥（ぎゅうひ）をゴマ入りせんべいで挟んだお菓子。
- 武者がえし（お菓子の香梅・和菓子）
  - さらし餅をパイ生地に包んで焼き上げたお菓子。全国菓子大博覧会「世界洋菓子連盟会長賞」受賞。
- 加勢以多（お菓子の香梅・和菓子）
  - マルメロのジャムをウエハースで挟んだ菓子。読みは「かせいた」。細川忠興が茶道の菓子として作らせたという。
- せんば小狸（熊本菓房・和菓子）
  - 「あんたがたどこさ」で始まる手鞠歌で有名な船場山（現 熊本県立第一高等学校内）の狸に因んでいる。
- 黒糖ドーナツ棒（フジバンビ・駄菓子）
- 河内みかん
  - 河内地区の主に金峰山西麓で栽培されている。河内地区は全国有数のみかんの産地。
- ひご野菜
  - 熊本市が2006年（平成18年）に指定した15品目の野菜（水前寺のり・水前寺もやし・水前寺菜・水前寺せり・熊本京菜・熊本長にんじん・ひともじ・ずいき・れんこん・春日ぼうぶら・芋の芽・熊本赤なす・熊本ねぎ・熊本いんげん・熊本黒皮かぼちゃ）。

- 太平燕
- 熊本ラーメン
- 馬刺し
- 辛子蓮根
- 一文字グルグル
- 山うに豆腐
- いきなり団子
- 朝鮮飴

### こうのとりのゆりかご
- 慈恵病院

2007年（平成19年）熊本市が日本で初めて設置を許可。望まない妊娠や経済的に困窮する親が、育てられない赤ちゃんを匿名で病院に預ける施設として設置。2008年（平成20年）熊本市が初公表した預けられた赤ちゃんは、17人に及んだ。いずれも、預けられた時期などの詳細は公表されていないが、13人までは親が手紙などの着衣以外のものを添付していたため、身元が分かった赤ちゃんもいる。身元が分からなかった赤ちゃんは、熊本市が戸籍を新たに作成した。再び養子として、養親に引き取られた赤ちゃんもいるが、詳細は個人が特定されるとして非公表とした。
2011年（平成23年）「こうのとりのゆりかご」の利用に至る前に、母子を救おうと慈恵病院が実施している電話相談の件数は、2007年（平成19年）から2010年（平成22年）までの3年間で約1,500件に上り、うち8%がやむを得ない自宅出産や破水など緊急時関連だった。その為、同院では無料電話相談を24時間態勢で行うこととした。同院は「一つの病院がボランティアで応じるには限界がある」として、国による補助制度を実現し、全国的に相談・医療拠点が整備される必要性を訴えている。なお、全国の児童相談所、熊本市福祉総合相談室でも電話相談窓口を設置している。また、「こうのとりのゆりかご」に預けられた赤ちゃんは、2021年（令和3年）時点で "累計161人" となっている。

### スポーツ
サッカー
- ロアッソ熊本（Jリーグ）
- 熊本ルネサンスフットボールクラブ（九州女子サッカーリーグ）
- 熊本県教員蹴友団（九州サッカーリーグ）
- ヴァンクール熊本FC（九州サッカーリーグ） - 「2010年に解散」

野球
- 火の国サラマンダーズ（九州アジアリーグ）
- 熊本ゴールデンラークス（社会人野球） - 「2020年に解散」
- NTTグループ九州野球クラブ（社会人野球） - 「2001年に解散」
- 九州産交硬式野球部（社会人野球） - 「1987年に解散」

バスケットボール
- 熊本ヴォルターズ（Bリーグ）

バレーボール
- フォレストリーヴズ熊本（Vリーグ）

ボクシング
- 熊本ボクシングジム（日本プロボクシング協会）
- S&Kボクシングジム（日本プロボクシング協会）
- 本田フィットネスボクシングジム（日本プロボクシング協会）

## 熊本市を舞台とした作品
- ゴジラvsスペースゴジラ
- 日本沈没（2006年の映画） - 阿蘇山が観測史上最大の巨大噴火を起こし、熊本市に火山弾が飛来し、熊本城が崩壊し、熊本市は都市機能を失う、という設定。
- 高機動幻想ガンパレード・マーチ
- ガンパレード・マーチ 〜新たなる行軍歌〜
- 影武者（正確には舞台ではないが、ロケ地に熊本城が使われている）
- 英二
- ウルトラマンティガ（第44話「影を継ぐもの」、1996年（平成8年））
- 黄泉がえり（同名映画の原作となった小説）
- DANDOH!!
- 風が通り抜ける道・・すべての愛が存在する島（2024年映画、沖縄県後援）

### 唱歌
前述した、1900年（明治33年）に大和田建樹によって作詞された『鉄道唱歌』第2集山陽・九州編では、熊本は当時九州一の都会ということもあって、4番を割いて歌っている。
- 51. 眠る間もなく熊本の 町に着きたり我汽車は 九州一の大都会 人口五万四千あり
- 52. 熊本城は西南の 役に名を得し無類の地 細川氏のかたみとて 今はおかるる六師団
- 53. 町の名所は水前寺 公園きよく池ひろし 宮は紅葉の錦山 寺は法華の本妙寺
- 54. ほまれの花もさきにおう 花岡山の招魂社 雲か霞か夕ぞらに みゆるは阿蘇の遠煙

## 熊本市ゆかりの作品
『ケロロ軍曹』の作者である吉崎観音は小中学生時代を熊本市で過ごしており、熊本市の親善大使も務めている。2012年には熊本市現代美術館で原画展が開催されたほか、『ケロロ軍曹』がラッピングされた電車が走った。2019年には『ケロロ軍曹』が描かれたマンホールのふたが2基、市内に設置された。また同年、「GOGOくまもとガイドツアー」と題された『けものフレンズ』とのコラボレーションによる熊本観光ツアー企画も行われた。
アニメツーリズム協会による「訪れてみたい日本のアニメ聖地88」のひとつとして2018年度版より『ケロロ軍曹』には熊本県熊本市が設定され、熊本城二の丸広場でアニメツーリズム公式御朱印を押すことができる。

## 出身・ゆかりのある著名人
熊本市に関係する有名人・著名人

## 関連文献
- 熊本市史（熊本市役所、1932年発行） - Google ブックス